# ノルマンディーの戦い
ノルマンディーの戦い（ノルマンディーのたたかい、英語: Battle of Normandy）は、D-デイとして知られる1944年6月6日のノルマンディー上陸作戦から始まった第二次世界大戦におけるドイツ軍占領中西ヨーロッパへの侵攻に成功した連合軍とそれを防衛するドイツ軍との戦い。ノルマンディー上陸作戦は、1,200名の空挺降下の後、5,000隻超が参加した強襲上陸が行われた。初日に約16万名がイギリス海峡を渡り、8月末にはフランス国内の連合軍は200万名を超えた。
1943年5月、ワシントンで行われたトライデント会談で、1944年にイギリス海峡を横断する侵攻の実施を決定。ドワイト・D・アイゼンハワー大将が連合国遠征軍最高司令部（SHAEF）の指揮官に、バーナード・モントゴメリー大将が、侵攻する全陸上部隊が属する第21軍集団の指揮官に任命された。上陸地点にノルマンディー海岸が選ばれ、アメリカ軍がユタおよびオマハ、イギリス軍がソードおよびゴールド、カナダ軍がジュノーと名付けられた各ビーチへ上陸することとなった。ノルマンディー海岸堡で予想される事態を解決するため、マルベリー港と呼んだ2つの人工港や、ホバーツ・ファニーズと呼ばれた特殊戦車などの特殊技術が開発された。また、連合軍は侵攻の数か月前から、偽の電子情報や視覚情報を用いて、大規模な欺瞞作戦であるボディーガード作戦を実行した。これはドイツに連合軍の主上陸の日付と場所を間違えさせた。一方アドルフ・ヒトラーは、連合軍の侵攻を見越してエルヴィン・ロンメル元帥に大西洋岸の要塞化を担当させた。
連合軍は初日の目標達成に失敗したが、細長い海岸堡を確保した。その後、徐々に戦線を拡大し、6月26日にシェルブールを、7月21日にカーンを占領した。8月8日のドイツ軍の反撃は失敗し、ファレーズ・ポケットに第7軍の兵士5万人が取り残された。連合軍は、8月15日に南フランスへの侵攻を開始（ドラグーン作戦）し、8月25日にはパリを奪還した。ドイツ軍は8月30日にセーヌ川の向こうへ退却した。

## Dデイへ向けた準備
1940年6月、ドイツの指導者アドルフ・ヒトラーは、彼が「史上最高の勝利」と呼んだフランス侵攻で大成功を収めた。北フランス沿岸に閉じ込められた、イギリス海外派遣軍 (BEF)の大部分を含む338,000人を超える連合軍兵士は、5月27日から6月4日のダイナモ作戦でイギリスへ海路撤退した。イギリスの作戦参謀は10月4日、ウィンストン・チャーチル首相に、イギリス連邦諸国とアメリカの支援があったとしても、すぐには大陸に拠点を再建することは不可能であると報告した。1941年6月に枢軸軍のソ連侵攻が始まると、ソ連の指導者ヨシフ・スターリンは西ヨーロッパに第二戦線を作ることを求め始める。しかしチャーチルは、アメリカの支援があったとしてもイギリスにはそんな攻撃を行うのに十分な部隊を持たない、と考えていたため拒否した。そして第一次世界大戦のソンムの戦いやパッシェンデールの戦いで行ったような損害の多い正面突撃を避けることを望んでいた。1942-43年に2つの試案、ラウンドアップ作戦とスレッジハンマー作戦が提案されたが、イギリス軍はいずれも現実的あるいは成功の見込みがあると考えなかった。代わりに連合軍は地中海方面での活動を拡大し、1942年11月にフランス領北アフリカへ侵攻（トーチ作戦）、1943年7月にシチリア島へ侵攻（ハスキー作戦）、同年9月にイタリアへ侵攻（アヴァランチ作戦）した。これらの作戦により上陸戦闘に関する貴重な経験を得た。
1943年5月にワシントンで行われたトライデント会談で、翌年のうちにイギリス海峡越しの侵攻作戦を実行することが決定された。チャーチルは連合軍が地中海戦線からドイツへ主攻撃を行うことを支持していた。しかし、兵士と物資を供給する同盟国アメリカは、チャーチルに反対した。詳細計画の策定を開始するため、イギリス軍のフレデリック・E・モーガン中将が、連合国軍最高司令部参謀長（COSSAC）に任命された。上陸舟艇のほとんどがすでに地中海や太平洋戦線に投入されていたため、初期計画は使用可能な上陸舟艇の数に制約された。1942年8月のディエップ強襲で得た教訓により、堅固に防御されたフランスの港湾に第一波上陸を直接行わないこととした。また、ディエップでの失敗は、十分な砲兵と航空機の支援、特に近接航空支援と、可能な限り海岸に接近できる特殊舟艇が必要であることを明らかにした。幅広い航空支援は、可能な限り長く航空機が上空に留まることが必要ながら、スーパーマリン スピットファイアやホーカー タイフーンといったイギリス軍の航空機は作戦半径が短く、潜在的な上陸地点の数は限られることとなった。モーガンは上陸地点に4ヶ所を考えた：ブルターニュ、コタンタン半島、ノルマンディー、パ＝ド＝カレーである。このうちブルターニュとコタンタンは半島であり、ドイツ軍が比較的狭い地域で連合軍の前進を断つことができることから除外された。

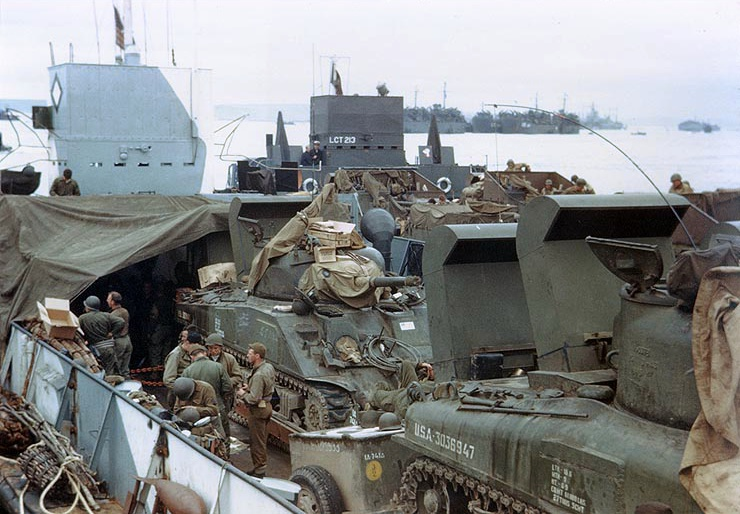
フランス侵攻に備え、戦車揚陸艇（LCT）に搭載されるアメリカ軍のM4中戦車。1944年5月末か6月初め頃。

イギリスから最も近いヨーロッパ本土のパ＝ド＝カレーには、V1飛行爆弾とV2ロケットの発射基地が置かれ、なおも増強中であった。ドイツ軍はそこが最初の上陸地点として可能性が一番高いと考えており、最も要塞化した地域に造り上げた。しかし、そこは多くの川や運河に接しており、連合軍が展開できる可能性は少なかった。一方、ノルマンディーの広い正面は、シェルブール港と、ブルターニュのはるか西にある港湾、パリさらにはドイツへの地上攻撃の脅威を同時に与えることが可能かもしれなかった。こうしてノルマンディーが上陸地点に選ばれた。またノルマンディー海岸上陸の最大の弊害である港湾施設がないという問題は、人工港を開発することで克服した。
COSSACは1944年5月1日に侵攻を開始する計画を立案。計画の初期案は1943年8月のケベック会談で承認された。ドワイト・D・アイゼンハワー大将が連合国遠征軍最高司令部（SHAEF）の指揮官に、バーナード・モントゴメリー大将が侵攻後の全陸上部隊が属する第21軍集団の指揮官に任命された。1943年12月31日、アイゼンハワーとモントゴメリーは、2個師団の支援下で3個師団が強襲上陸するCOSSACの計画を初めて見た。すぐに二人とも、幅広い戦線で作戦を行い、かつシェルブール港の占領を早めるため、3個師団の空挺降下を伴い5個師団が第一波上陸する作戦へ規模を拡大することを主張した。作戦の拡大により、追加の上陸用艇を準備する必要から侵攻は1944年6月まで遅れることになった。最終的にノルマンディーの戦いに連合軍は39個師団（アメリカ軍22個師団、イギリス軍12個師団、カナダ軍3個師団、自由ポーランド軍1個師団、自由フランス軍1個師団）、100万人を超える兵士を投入し、全てイギリス軍の指揮下に入った。

### 連合軍の侵攻計画

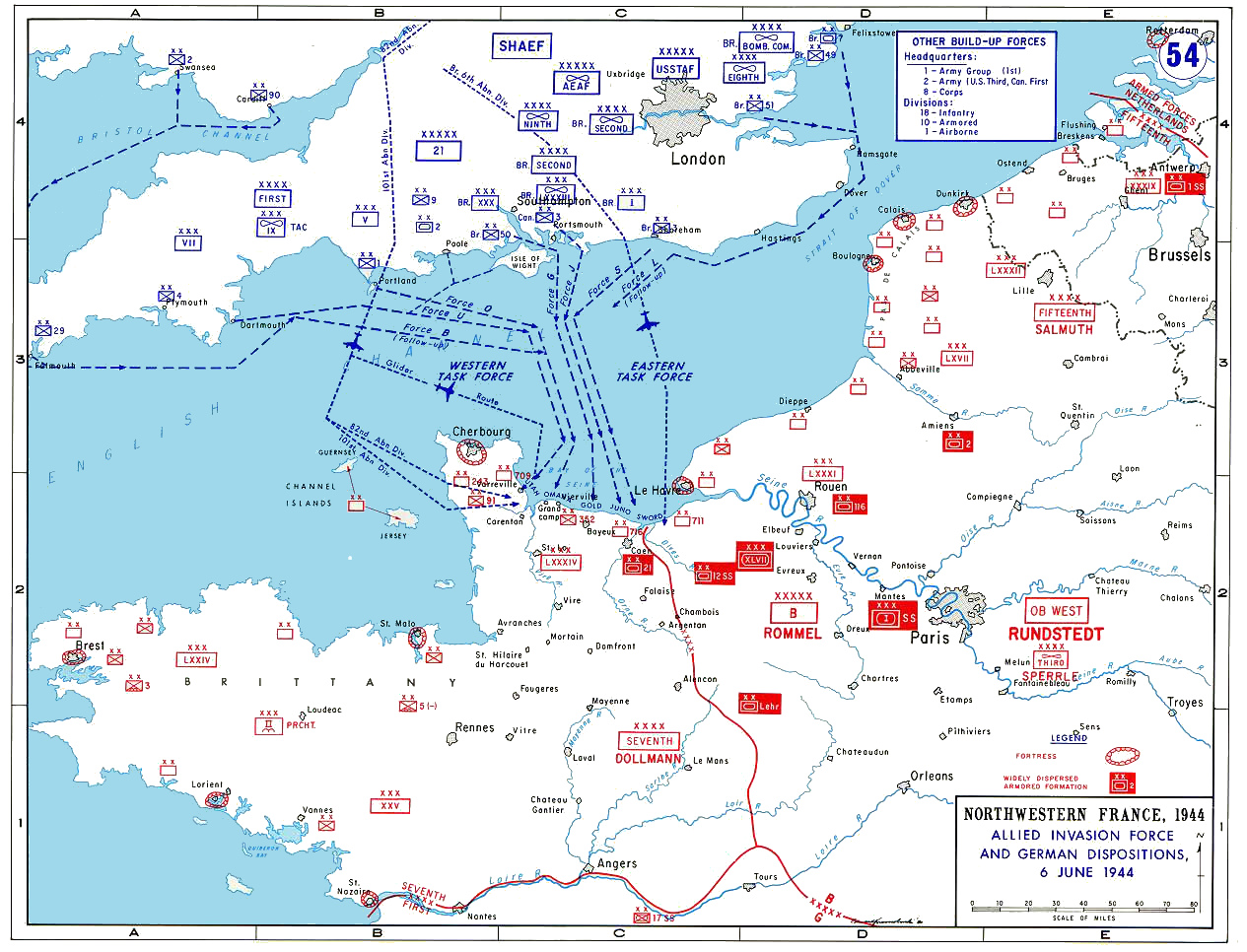
Dデイの侵攻路の地図

「オーヴァーロード」は、ヨーロッパ大陸に大規模な拠点(en:lodgement)を構築する作戦に付けられたコードネームである。強襲上陸を行い確固とした海岸堡を確立する第一段階は「ネプチューン作戦」と名付けられた。そして侵攻の成功を確保するために必要な制空権を得るため、連合軍はドイツ軍の飛行機工場、燃料タンク、飛行場に対する爆撃（ポイントブランク作戦）を行った。またフランス北部を分断し増援が来るのをより困難にするため、「輸送計画」のもと、通信施設、道路、鉄道が爆撃された。これらの攻撃は正確な侵攻地点が明らかになるのを避けるため広範囲に行われた。さらにドイツ軍が侵攻の時期と場所を特定するのを防ぐため、入念な欺瞞作戦が計画された。
ノルマンディーの海岸線は17区画に分けられ、オマハ・ビーチ西端のエイブル（Able）からソード・ビーチ東端のロジャー（Roger）まで、通話表（現行のNATOフォネティックコードとは異なる）を用いたアルファベット順・通しのコードネームがつけられた。コタンタン半島のユタ・ビーチが侵攻地点に含まれるようになると西側に8区画が追加された。さらに各区画はグリーン、ホワイト、レッドの順で更に細分化された（映画「プライベート・ライアン」に登場する「ドッグ・グリーンセクター」も実在する。オマハビーチに含まれる西から4番目、更にその西端で、カルヴァドス県ヴィエルヴィル＝シュル＝メールに当たる）。
連合軍の作戦立案者は、強襲上陸に先立ち、東側のオルヌ川にかかる橋を確保するためカーン近郊に、西ではカランタンの北に、空挺降下を行うことを考えた。初期目標は、カランタン、イシニー、バイユー、そしてカーンであった。ユタとオマハに上陸するアメリカ軍は、コタンタン半島を分断しシェルブールの港湾施設を占領することが求められた。ソードとゴールドに上陸するイギリス軍とジュノーに上陸するカナダ軍は、カーンを占領し、カーン近郊に飛行場を建設する間、アメリカ軍の側面を守るためコーモン＝レヴォンテからカーン南東にかけて戦線を形成することが求められた。カーンとその周辺地域の確保は、イギリス・カナダ軍にとってファレーズ占領に向け南へ進撃するための確固たる足場となるものとされた。最初の三週間でアヴランシュとファレーズを結ぶ線より北側の地域を全て占領し、それから左へ旋回してセーヌ川へ向け進撃する予定であった。
バートラム・ラムゼー大将率いる侵攻艦隊は、アメリカ軍戦区を支援する西部任務部隊（アラン・G・カーク少将指揮)と、イギリス・カナダ軍戦区を支援する東部任務部隊（フィリップ・ヴィアン少将指揮）に分けられた。オマール・ブラッドレー中将率いるアメリカ第1軍は、第7軍団 （ユタ）と第5軍団 （オマハ）で構成された。一方イギリス軍は、マイルズ・デンプシー中将率いる第2軍の下、第30軍団（ゴールド）、第1軍団（ジュノーおよびソード）で構成された。陸上部隊全体の指揮はモントゴメリーが執り、航空部隊はトラフォード・レイ＝マロリー大将が指揮した。カナダ第1軍には、ポーランド、ベルギー、オランダの部隊も属した。またその他にも参加した国があった。

### 偵察
連合国遠征空軍は、1944年4月から侵攻開始まで3,200回を超える写真偵察を行った。海岸線の写真が極めて低高度から撮影され、地形や海岸にある障害物、掩蔽壕や火砲陣地といった防御施設が明らかにされた。ドイツ軍に侵攻地点を警戒させるのを避けるため、写真偵察はヨーロッパの海岸全体で行われた。内陸の地形や橋、部隊配置、建物も、複数の方向から多数の写真を撮影し、可能な限りの情報を得た。合同作戦水先案内部隊は、水深測量を含む、詳細な港湾の地図を極秘に準備した。

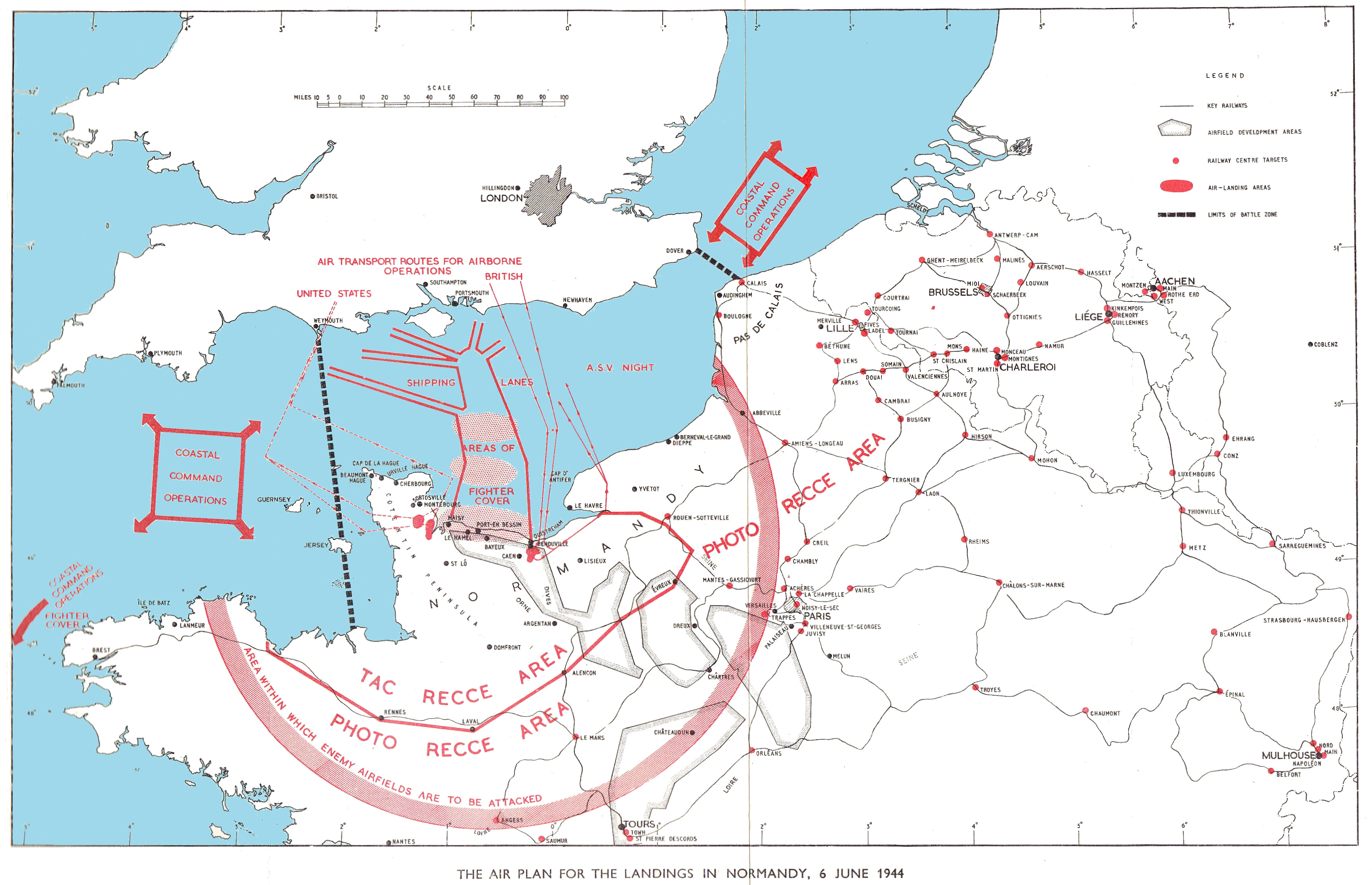
ノルマンディー上陸における航空作戦計画の地図

BBCが告知した、ヨーロッパの休日の写真や絵葉書の提供依頼で1,000万枚超が集まり、中には役立つと証明されたものもあった。フランス人レジスタンスが集めた情報は、枢軸軍の部隊移動やドイツ軍が掩蔽壕や他の防御施設に用いた建築技術の詳細情報の収集を助けた。
多数のドイツ軍の無線通信がエニグマ暗号機や他の技術により暗号化され、暗号表は頻繁に変更されていた。ブレッチリー・パークに置かれた暗号解読チームは、できるだけ早くドイツ軍の計画や部隊移動に関する事前情報を提供するため活動していた。イギリスの情報機関は、この情報を「ウルトラ情報」と呼び、可能な限り最上級指揮官のみに提供された。ドイツ軍の西部戦線トップである西方総軍（OB West）司令官のゲルト・フォン・ルントシュテット元帥が使用していたエニグマの暗号コードは3月末までに解読された。ドイツの情報機関はエニグマの暗号コードを6月6日の連合軍上陸直後に変更したが、6月17日までに連合軍は再び一貫して解読できるようになっていた。

### 技術開発

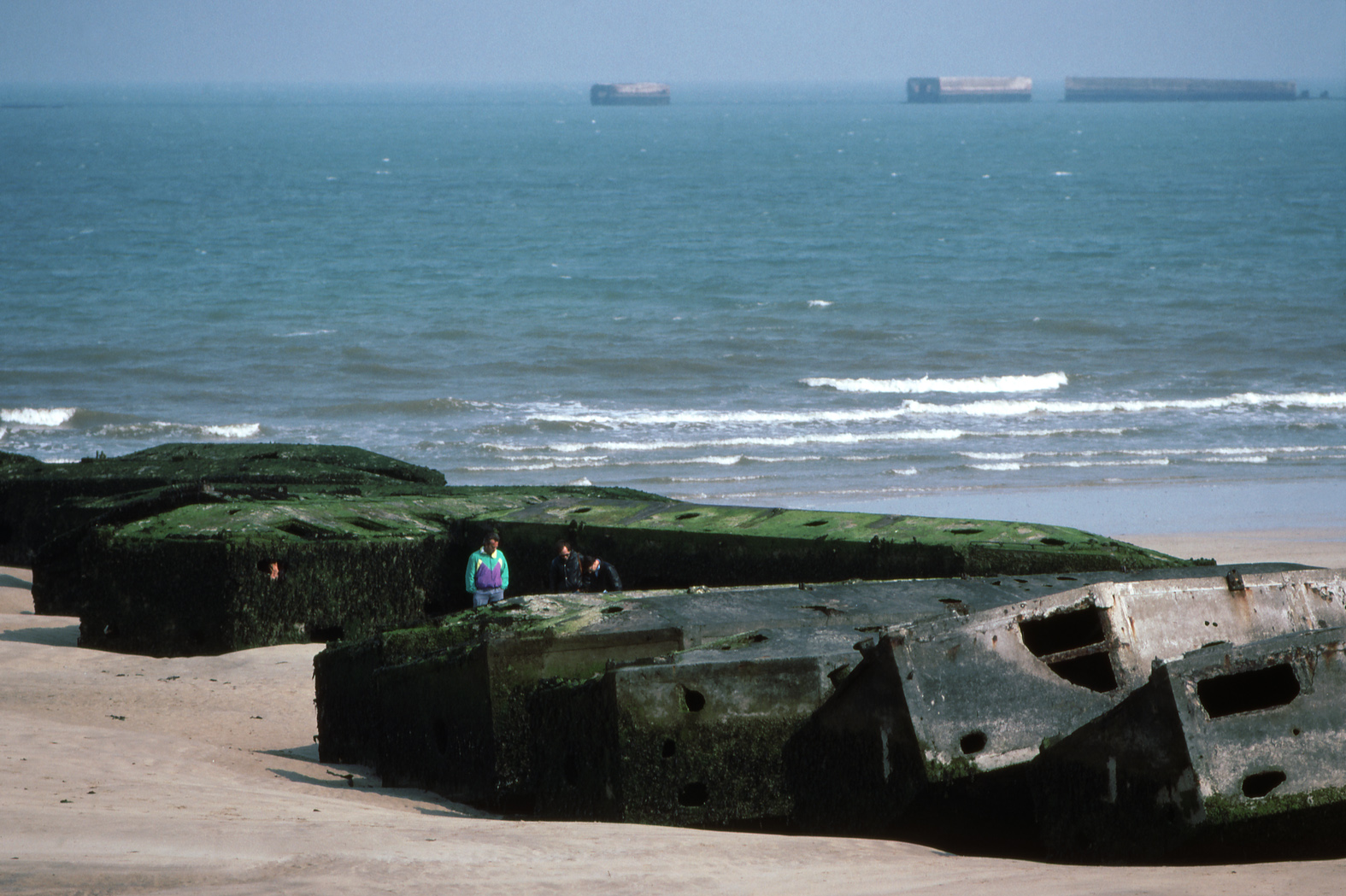
アロマンシュ＝レ＝バン（ゴールド・ビーチ）にあるマルベリーBの残骸。1990年。

連合軍は大失敗に終わったディエップ強襲の教訓を踏まえて、オーヴァーロード作戦の成功を確かなものとするため新技術を開発した。準備艦砲射撃と航空攻撃を補強するため、上陸用船艇の中には近接支援射撃を行う大砲や対戦車砲が装備されたものもあった。連合軍は強固に守られたフランスの港をすぐには攻撃しないことを決定し、2つのマルベリー港と呼ばれる人工港がCOSSACにより開発された。マルベリー港はそれぞれ、外側の浮き防波堤と内側のコンクリート製のケーソン（フェニックス埠頭と呼んだ）、数個の浮き埠頭で構成された。そして閉塞船の防波堤（コードネーム「グーズベリー（Gooseberries）」）で補強された。ヨーロッパ本土で燃料を手に入れることは困難もしくは不可能と予想されたため、連合軍は海底パイプライン（Pipe-Line Under The Ocean（PLUTO））を敷設した。特別に開発された直径7.6 cm の管が、英仏海峡の海底をワイト島からシェルブールにD+18日目までに敷設された。しかし技術上の問題とシェルブールの占領の遅れから、パイプラインは9月22日まで稼働しなかった。二本目は、10月後半にダンジネスからブローニュに敷設された。
イギリス軍はノルマンディー戦役で予想される事態を解決するため、ホバーツ・ファニーズと呼ばれた様々な特殊戦車を製造した。パーシー・ホバート少将の監督下で、M4中戦車やチャーチル歩兵戦車が特殊改造された。例を挙げると、地雷除去装置を付けたシャーマン・クラブ、火炎放射器を付けたチャーチル・クロコダイル、他の戦車が防波堤を登ったり障害物を越えるための橋を付けたチャーチルARKがあった。いくつかの地点では地面が柔らかく戦車の重量に耐えることができなかったため、地面にマットを引いて通常の戦車のために道を作る「ボビン（bobbin）」戦車が作られた。多くの戦車が改造され、架橋戦車やトーチカに突撃する戦車といったAVREが製作された。ホバートのグループは、圧縮空気で防水帆布を使った浮きを膨らませスクリューで動く水陸両用戦車（DD戦車）も開発した。これらの戦車は沈みやすく、Dデイでは、特にオマハで多くが海岸にたどり着く前に沈没した。

### 欺瞞作戦
連合軍は侵攻の数か月前から、ドイツ軍が連合軍の主上陸日付と場所を誤認するよう計画された、ボディーガード作戦を実行した。同作戦のうちフォーティテュード作戦は、偽の無線通信を行いドイツ軍にノルウェーへの攻撃を予想させようとするフォーティテュード・ノースと、７月にパ＝ド＝カレーへの上陸を行うと信じさせようとする大規模な欺瞞作戦フォーティテュード・サウスからなった。架空のアメリカ第1軍集団が、司令官ジョージ・パットン中将の下、ケントとサセックスに配置されているかのように立ち上げられた。連合軍は、ニセの戦車、トラック、上陸用船艇を作り、海岸近くに配置した。大軍が集結しているかのように偽装するため、カナダ第2軍団やカナダ第2師団を含むいくつかの部隊が、この地域に移動した。ニセの無線通信だけでなく、第21軍集団からの本物の通信がまず陸上通信線でケントを経由した後に、そこから無線発信することで、ドイツ軍に連合軍の大半がそこに駐屯している印象を与えようとした。パットンは、第二次攻撃がカレーで行われるとドイツを欺き続けるため、7月6日までイギリスに留まった。軍人も一般市民も機密保持の必要性を認識しており、侵攻参加部隊は特に侵攻直前には可能な限り隔離された。アメリカ軍のとある将軍は、パーティで侵攻開始日を臭わすという失態を犯し更迭された。
ドイツはイギリス国内に広範囲のスパイ網を作り上げたと考えていたが、実際にはドイツのスパイは全て捕まえられており、中にはダブルクロス・システムの下、連合軍の二重スパイとなった者もいた。コードネーム「ガルボ」で知られる反ナチスのスペイン人で二重スパイのフアン・プホル・ガルシアは、Dデイまで二年以上、ドイツに彼らのために情報を収集していると信じさせた偽の情報網を作り上げた。プホルは、Dデイ前の数ヶ月、攻撃が7月にカレーで行われるとドイツに確信させるためにイギリスの情報機関により特別に用意された、数百の情報をマドリードの上役に送った。
フランス沿岸にあったドイツ軍のレーダー基地の多くが、上陸準備段階でイギリス空軍により破壊された。侵攻前夜にはタクサブル作戦が行われ、ドイツ軍のレーダーに輸送船団が誤って映るよう、イギリス空軍第617中隊がアルミ片の「ウィンドウ（チャフ）」を撒いた。そして阻塞気球をけん引した小舟の集団により幻影が増された。イギリス空軍第218中隊もグリマー作戦で、ブローニュ＝シュル＝メール付近に「ウィンドウ」を撒いた。同夜、特殊空挺部隊（SAS）の小部隊がル・アーヴルとイシニーに偽の空挺部隊を展開させた。これらの欺瞞作戦はドイツ軍にさらなる空挺降下が行われたと信じさせた。

### 事前演習と情報統制

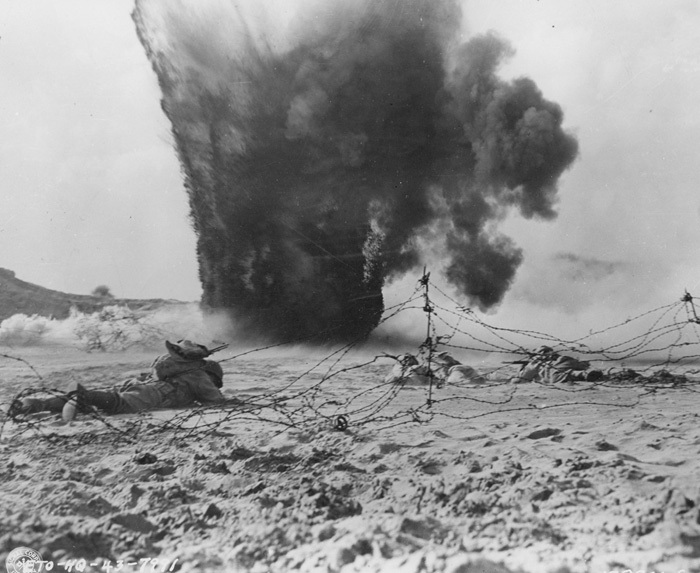
実弾を使用した演習の様子

オーヴァーロード作戦の演習は早くも1943年7月には行われた。デヴォン州スラプトンの街は、近くの海岸がノルマンディーの上陸計画地点に似ていることから1943年12月に立ち退かされ、上陸用船艇の運用と海岸障害物の処理を含む演習場となった。1944年4月28日にはスラプトンの近くで、ドイツ軍の魚雷艇がタイガー演習に参加した「U」突撃部隊に不意打ちをかけ、アメリカ軍の兵士と水兵749人が戦死した。上陸用舟艇と実弾を使用した演習も、スコットランドのインバラレイにある統合訓練センターで行われた。海軍の演習は北アイルランドで行われ、ロンドンその他の医療チームは予想される多くの損害をどのようにやり繰りするか訓練した。空挺部隊も、1944年3月23日にチャーチル、アイゼンハワーほかの高級指揮官が視察する中で行われた大規模な模擬降下を含む演習を実施した。
連合軍の作戦立案者は、戦術的な不意打ちが上陸計画に必要な要素と考えていた。正確な上陸日と場所に関する情報は、軍の最上層にのみ伝達された。兵士は5月末に定められた地域に閉じ込められ、外界との連絡は遮断された。部隊は地名を除き全ての詳細を修正された地図を用いて説明を受け、実際の目的地については海上に出るまで伝えられなかった。イギリス国内の情報統制は欺瞞作戦の効果を高めた。アイルランドとの往来は禁止され、イングランドの海岸から数キロ以内の移動は制限された。
シャルル・ド・ゴール率いる自由フランスは機密保持を当てにできないことで有名だったため、ド・ゴールは開始直前まで作戦を知らされなかった。

### 天候予測

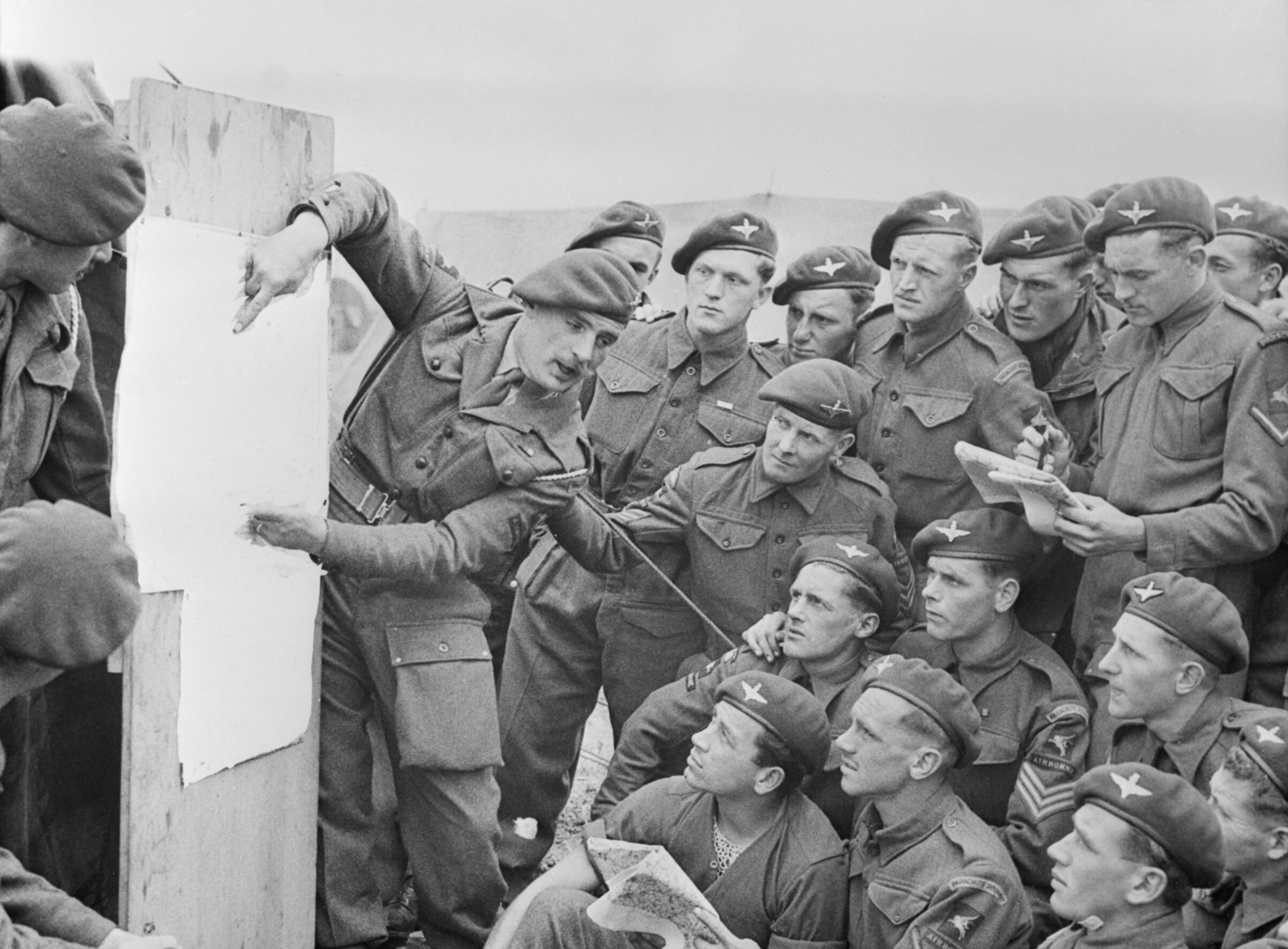
侵攻作戦のブリーフィングを受けるイギリス第6空挺師団第22独立パラシュート中隊の兵士。1944年6月4-5日。

侵攻計画の立案者たちは、侵攻時期に関する一連の条件を明確にし、適切な日は月に2、3日しかないと考えた。高潮で、飛行機のパイロットにとって明かりとなる満月が望まれた。連合軍は上陸を、夜明け直前に、潮位は干満の中間で満ちつつある時に行うことを望んでいた。これによりドイツ軍が海岸に設置した障害物の視認を高めるとともに、兵士が平地に露出して過ごさなければいけない時間が短くなる。風速、視界、雲量にも特別な基準が示された。アイゼンハワーは暫定的に6月5日を侵攻日に選んだ。しかし6月4日には、状況は上陸に明らかに不向きとなった。強風と荒れた海のため上陸用舟艇の発進が不可能となり、低い雲が飛行機から目標を見つけるのを妨害するとみられた。
6月4日夜までに、イギリス空軍のジェームズ・スタッグ大佐率いる連合軍気象観測部隊は、天候が十分に回復し6月6日に侵攻を実行することが可能となるだろうと予測した。スタッグは状況を議論するため、ハンプシャー州のサウスウィック・ハウスにある司令部でアイゼンハワーや他の上級指揮官に会った。モントゴメリーと、アイゼンハワーの参謀長であるウォルター・ベデル・スミスは侵攻開始を強く主張した。バートラム・ラムゼーは艦船を投入する準備を行い、一方トラフォード・レイ＝マロリーは状況が飛行機に不向きであると懸念を示した。長い議論の後、アイゼンハワーは侵攻実行を決定した。連合軍が大西洋を支配しているため、ドイツ軍の気象観測部隊は未来の天候に関し連合軍と同じだけの情報を得ることはできなかった。パリの国防軍気象観測センターが2週間の悪天候を予測したことから、国防軍の指揮官の多くが持ち場を離れてレンヌで行われた机上演習に参加し、多くの部隊の兵士が休暇を与えられた。エルヴィン・ロンメル元帥は妻の誕生日と、ヒトラーに面会し、より多くの戦車を要望するためドイツへ帰国した。
仮にアイゼンハワーが侵攻を中止した場合、次に干満の条件が整う（望ましい満月ではない）時期は2週間後の6月18-20日であった。そうなっていれば、6月19日から22日の4日間続いた大嵐に遭い、当初の上陸は不可能だったであろう。

### ドイツ軍の準備と防御

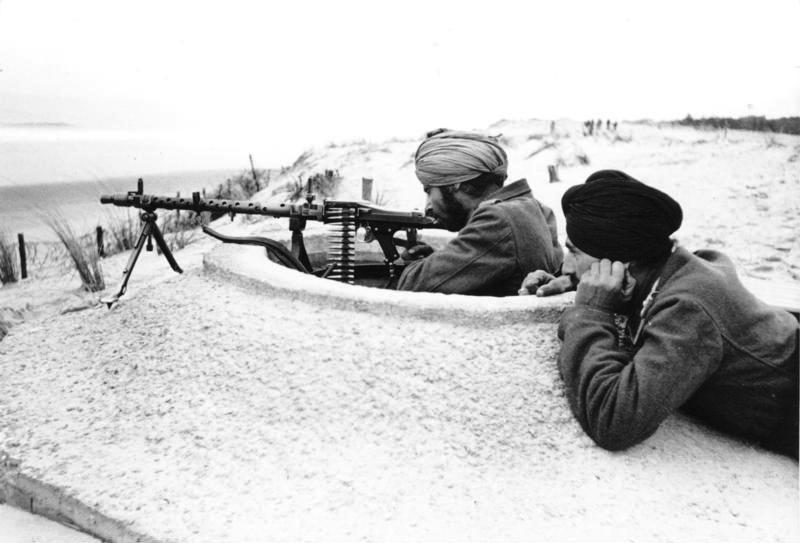
フランスの大西洋の壁を守備する自由インド兵団の兵士。1944年3月21日。

ドイツ軍は、フランスと低地諸国に50個師団、デンマークとノルウェーに18個師団を配置していた。ドイツ国内で15個師団が編成中であったが、戦略予備はなかった。カレー地方はハンス・フォン・ザルムート上級大将指揮下の第15軍が、ノルマンディー地方は、フリードリヒ・ドルマン上級大将指揮下の第7軍が守備した。戦争による損害、特に東部戦線により、ドイツにはもはや徴兵可能な若者が底をついており、ドイツ軍兵士の平均年齢は連合軍を6歳上回っていた。ノルマンディーの兵士の多くは「東方部隊」－トルキスタン、ロシア、モンゴルその他の地域からの徴集兵や義勇兵であった。国防軍は彼らに主に信頼性に欠ける鹵獲兵器を与えた。また機械輸送力を欠いていた。第12SS装甲師団「ヒトラーユーゲント」など後から到着した部隊は、海岸に張り付けられた兵士よりも、大部分が若く、はるかに良い装備を持ち訓練されていた。

#### 大西洋の壁

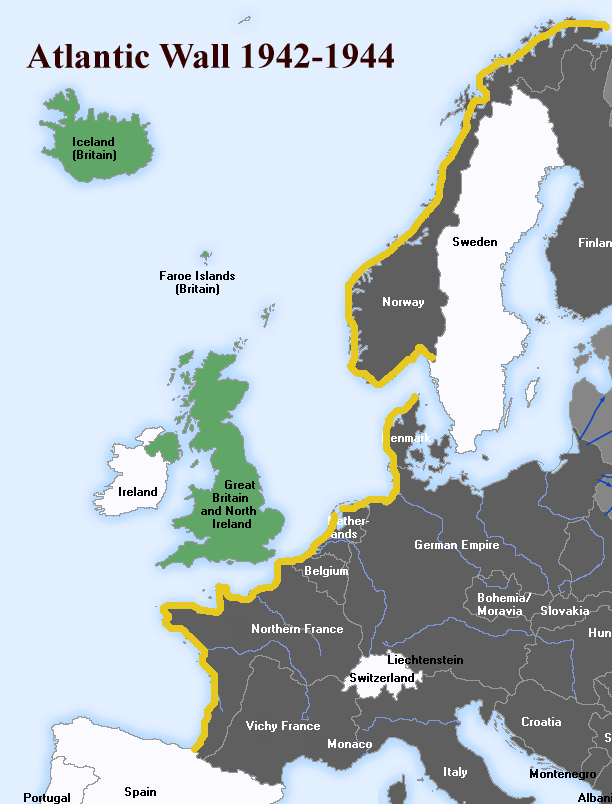
大西洋の壁の地図

1942年に行われたサン＝ナゼールとディエップへの強襲を受けて、ヒトラーは予想される連合軍の侵攻に対する防御のため、スペインからノルウェーまでの大西洋沿岸に要塞の建設を命令した。15,000か所の陣地に兵士30万人を配置することを計画したが、特にコンクリートと人員の不足から、防衛拠点の大部分が建設されなかった。連合軍の予想侵攻地点として、パ＝ド＝カレーは強固に防御された。ノルマンディー地域における最強の要塞はシェルブールとサン・マロの港湾施設に集中していた。
1943年10月の、フランス国内の脆弱な防御態勢に関する、ルントシュテットからヒトラーへの報告を受けて、ロンメルがオランダからシェルブールまで延長された予想上陸海岸沿いの要塞建設の監督に任命された。そしてロンメルは、第7軍、第15軍、オランダの守備部隊が属する、新たに再編されたB軍集団司令官に任命された。ナチス・ドイツの混乱した指揮系統はロンメルが任務を達成するのを困難にした。ロンメルはアルベルト・シュペーア軍需大臣が指揮するトート機関に命令することは許されておらず、いくつかの場所では兵士を建設作業に投入した。

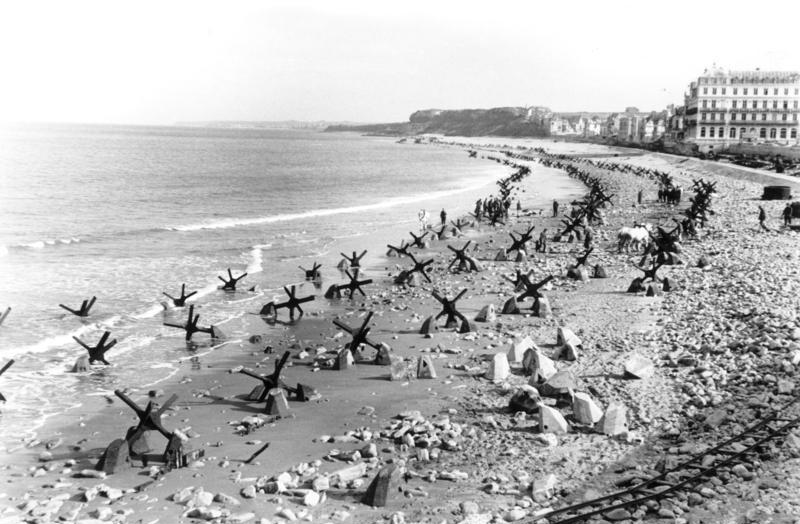
パ＝ド＝カレーの海岸障害物。1944年4月18日。

ロンメルはノルマンディー海岸が侵攻の上陸地点として可能性が高いと信じており、沿岸に広範囲の防御施設の建設を命じた。海岸沿いの戦略地点にコンクリート造の火砲陣地のほか、上陸用舟艇の接近を遅らせ戦車の行動を妨害するため、海岸に木の杭、金属製の三脚、地雷、大型の対戦車障害物の配置を命令した。そして、歩兵が海岸で露出する時間を少なくするため連合軍は高潮時に上陸することが予想されたため、これらの障害物の多くを高潮点に配置することを命じた。有刺鉄線やブービートラップ、地面に生える植物の除去は、歩兵の接近を危険なものとした。ロンメルの命令により、海岸の地雷数は3倍にされた。制空権は連合軍が支配している（連合軍はノルマンディー作戦に4,029機を、加えて爆撃と防衛に5,514機を投入したのに対し、ドイツ空軍がフランスおよび低地諸国に配備した飛行機は570機であった。）ため、「ロンメルのアスパラガス（Rommelspargel）」と呼ばれたブービートラップ付きの杭が、空挺降下を阻止するため牧草地や野原に設置された。

#### 機甲部隊の予備
海岸で侵攻を阻止することが最善と信じていたロンメルは、機甲部隊の予備－特に戦車－をできるだけ海岸近くに配備することを求めた。ルントシュテットや西方装甲集団司令官のレオ・ガイヤー・フォン・シュヴェッペンブルク、他の上級指揮官は海岸で侵攻を阻止することはできないと考えていた。シュヴェッペンブルクは、装甲部隊をパリ周辺に集めておき、連合軍の主上陸地点が明らかになった時にのみ展開させるという、ありきたりな方針に賛成していた。またシュヴェッペンブルクは、イタリア戦線で海岸近くに駐屯した装甲部隊が艦砲射撃で被害を受けたことについても言及した。ロンメルの考えは、連合軍の圧倒的な航空優勢の下では、侵攻開始後の戦車の大規模移動は不可能であろうというものであった。最終的にヒトラーが決断を下した：シュヴェッペンブルクに3個師団、ロンメルに予備として3個装甲師団の指揮を与え、ヒトラー自身の指揮下に戦略予備として、自らの命令なしに使用できない4個師団を置くこととした。

## 侵攻
You are about to embark upon the Great Crusade, toward which we have striven these many months. The eyes of the world are upon you. The hopes and prayers of liberty-loving people everywhere march with you. In company with our brave Allies and brothers-in-arms on other Fronts, you will bring about the destruction of the German war machine, the elimination of Nazi tyranny over the oppressed peoples of Europe, and security for ourselves in a free world.
（我々がこの数か月努力してきた偉大な聖戦に、諸君は旅立とうとしている。世界中が諸君に注目している。自由を愛する人々の希望と願いはどこにいても諸君と共にある。勇敢な連合軍と他の戦線の戦友たちとともに、諸君は戦争国家ドイツを破壊し、ヨーロッパの人々を虐げているナチスの圧政を止めさせ、自由世界の我々自身の安全をもたらすこととなろう。）アイゼンハワー—連合軍将兵達への手紙 

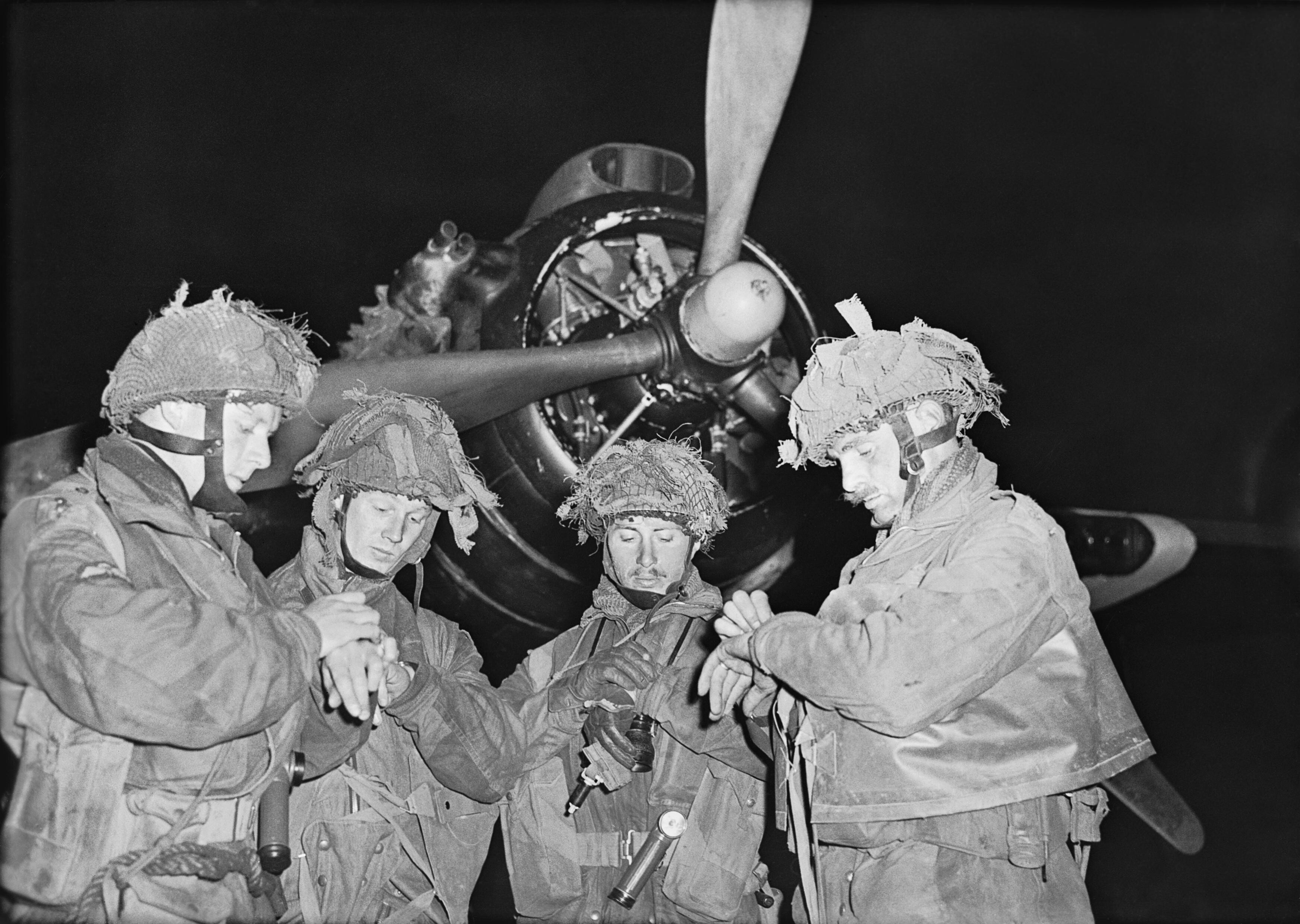
アームストロング・ホイットワース アルベマールの前で腕時計の針を合わせる、イギリス空軍のパスファインダー。

1944年5月までに、150万のアメリカ兵がイギリスに到着した。そのほとんどはイギリス南西部の仮設キャンプに宿営し、上陸地点の西側区画に向けてイギリス海峡を渡る準備をした。イギリス兵とカナダ兵は、さらに東のサウサンプトンからニューヘイブンにかけて、その東には第二波以降で上陸予定の兵士が宿営した。移動統制（Movement Control）と呼ばれた複雑なシステムが、兵士と車両が20か所の出発地点から日程通りの出発を行うのを確かなものとした。兵士の中には出発1週間近く前に乗船しなければならなかった者もいた。船は海峡横断する船団となるため、ワイト島南西沖の合流地点、コードネーム「ピカデリーサーカス」に集結した。6月5日夜に掃海部隊が航路を掃海し、数千もの爆撃機が海岸陣地を攻撃するため夜明け前に飛び立った。航空機約1,200機が真夜中前にイギリスを出発し、上陸数時間前に敵戦線後方に降下する3個空挺師団を運んだ。アメリカ第82と第101両空挺師団は、ユタの西、コタンタン半島の目標を割り当てられた。イギリス第6空挺師団は、カーン運河とオルヌ川にかかる橋を無傷で確保する任務を負った。自由フランス第4SAS大隊538人は、ブルターニュの目標を割り当てられた（ディンソン作戦、サムウエスト作戦）。Dデイ当日に約132,000人が船で、さらに24,000人が飛行機で輸送された。準備艦砲射撃は、5:45から6:25まで、戦艦5隻、巡洋艦20隻、駆逐艦65隻、モニター艦2隻により行われた。6:30頃、歩兵がビーチに到着し始めた。

### ビーチ

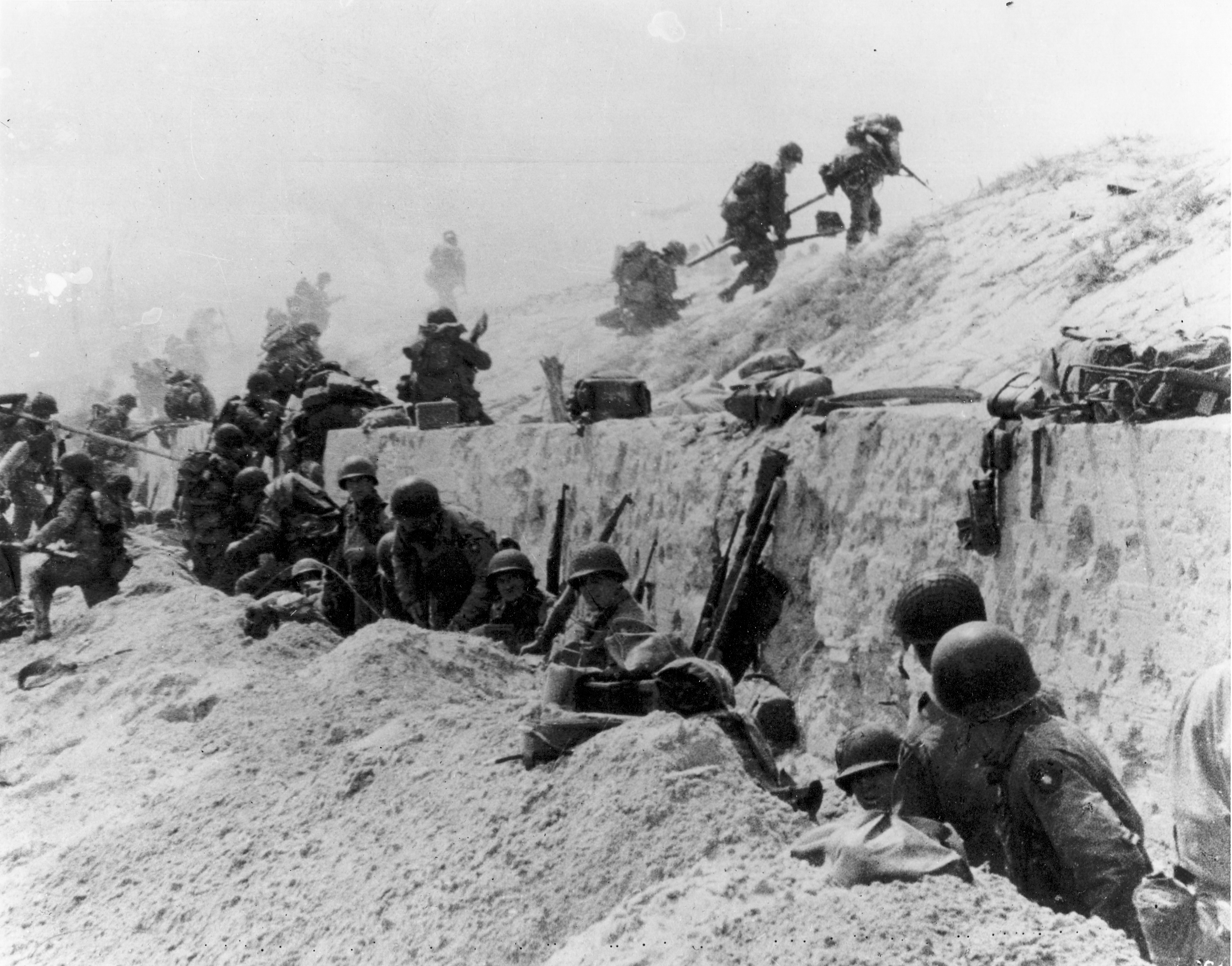
ユタの防波堤を越えて前進するアメリカ第4師団第8連隊の兵士

ユタ・ビーチへ侵攻するアメリカ第4歩兵師団を乗せた舟艇は、海流により予定上陸地点から約1800メートル南へ流された。軽い抵抗を受け、200弱の損害を受けた。内陸への進撃に努めたが初日の目標にははるかに及ばなかったが、6.4km 前進し、第101空挺師団と連絡することはできた。ユタ西部への空挺降下はあまり成功せず、降下予定地点に降りたパラシュート兵は10パーセントのみであった。無線機の不足と、生け垣や石壁、沼地のある地形のため、兵士が集結し戦闘単位になるのは困難であった。第82空挺師団は主目標のサント＝メール＝エグリーズを確保し、西側の戦線の守備についた。メルドレ川の渡河点の確保には失敗し、コタンタン半島の封鎖の遅れにつながった。第101空挺師団は南側の戦線を守備し、ラ・バルケット（La Barquette）にあるドーブ川の水門を確保した。しかし初日に割り当てられていた近くの橋の確保は失敗した。
オック岬では、ジェームズ・ラダー中佐率いるアメリカ第2レンジャー大隊の200名が、ロープと梯子で30メートルの崖を登り、そこにある砲台を破壊する任務を負った。上からの射撃を浴びながら崖を登ったものの、大砲はすでに運び去られていた。レンジャーは、岬の南約550メートルにある果樹園で、守られていないが使用可能な兵器を発見し、無力化した。攻撃を受け岬の兵は孤立し、捕虜となった者もいた。D+1日目の夜明けには、ラダーの下で戦闘可能な兵士は90人のみとなった。増援はD+2日目に第743戦車大隊が到着するまで来なかった。

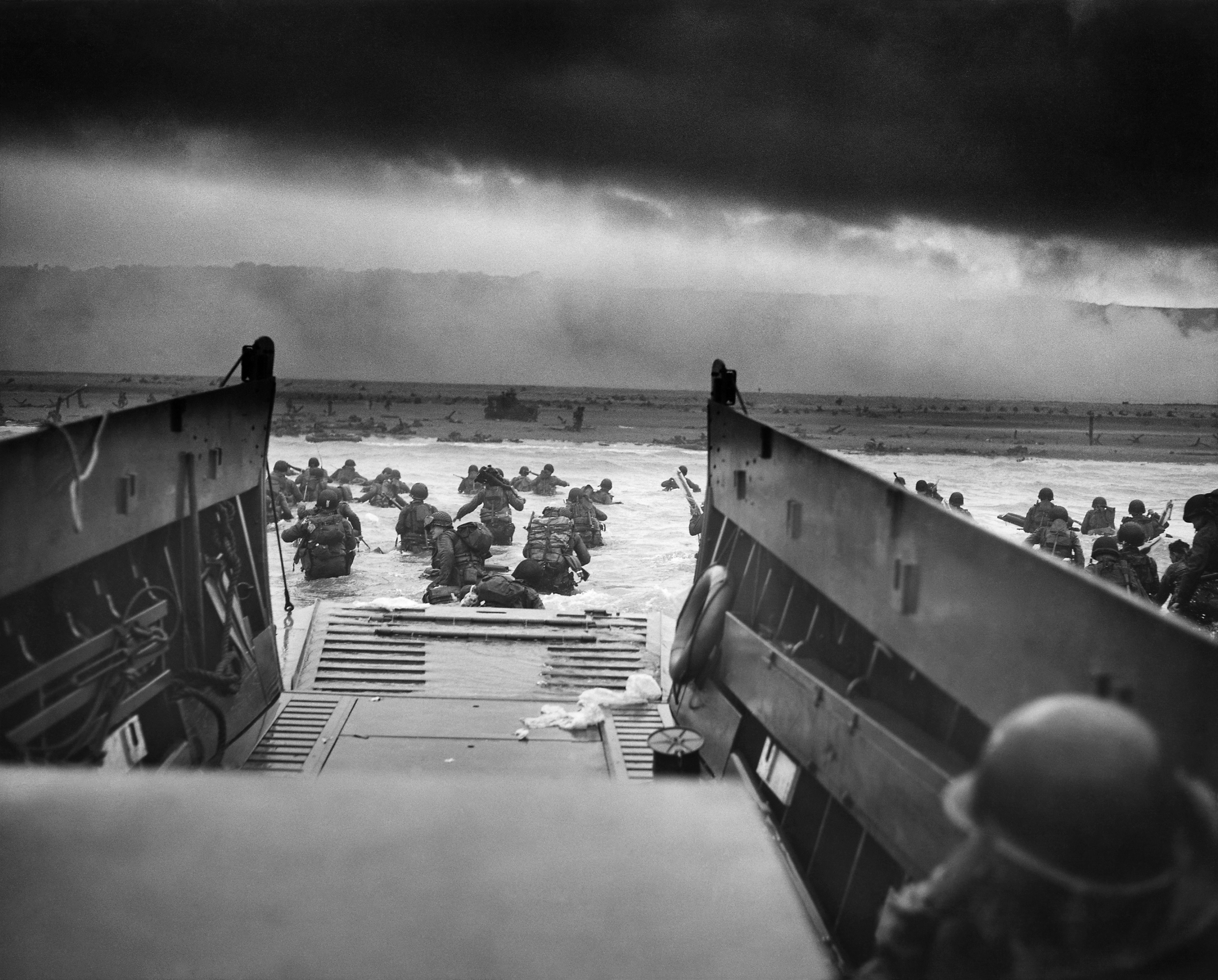
1944年6月6日、ロバート・F・サージェント撮影『死の顎へ』（:en:Into the Jaws of Death）。オマハで ヒギンズ・ボートから出発するアメリカ軍第1歩兵師団の兵士。

最も堅固に防御された地区であるオマハ・ビーチには、第一波にアメリカ第1歩兵師団が、増援にアメリカ第29歩兵師団が割り当てられた。これらは、予想していた1個連隊の敵ではなく、ドイツ第352歩兵師団と対峙することとなった。強い海流により、多くの上陸用舟艇が予定位置の東へ流されたり、遅らせられたりした。崖の上から射撃を受けたため、損害は他の海岸の総計を上回った。海岸障害物の除去が問題となり、上陸指揮官は8:30に更なる車両の上陸を中止させた。この頃、駆逐艦の一団が到着し支援砲撃を行った。オマハからの出口は5つの谷しかなく、朝遅くまでに高台にたどり着いた兵はわずか600人であった。昼までに砲撃が打撃を与えドイツ軍が弾切れになり始めたので、アメリカ軍はビーチに何本かの通路を切り開くことができた。また、ドイツ軍の陣地を掃討し始め、車両がビーチから出ることができるようになった。細長い海岸堡は続く数日で拡大し、Dデイの目標はD+3日目に達成された。

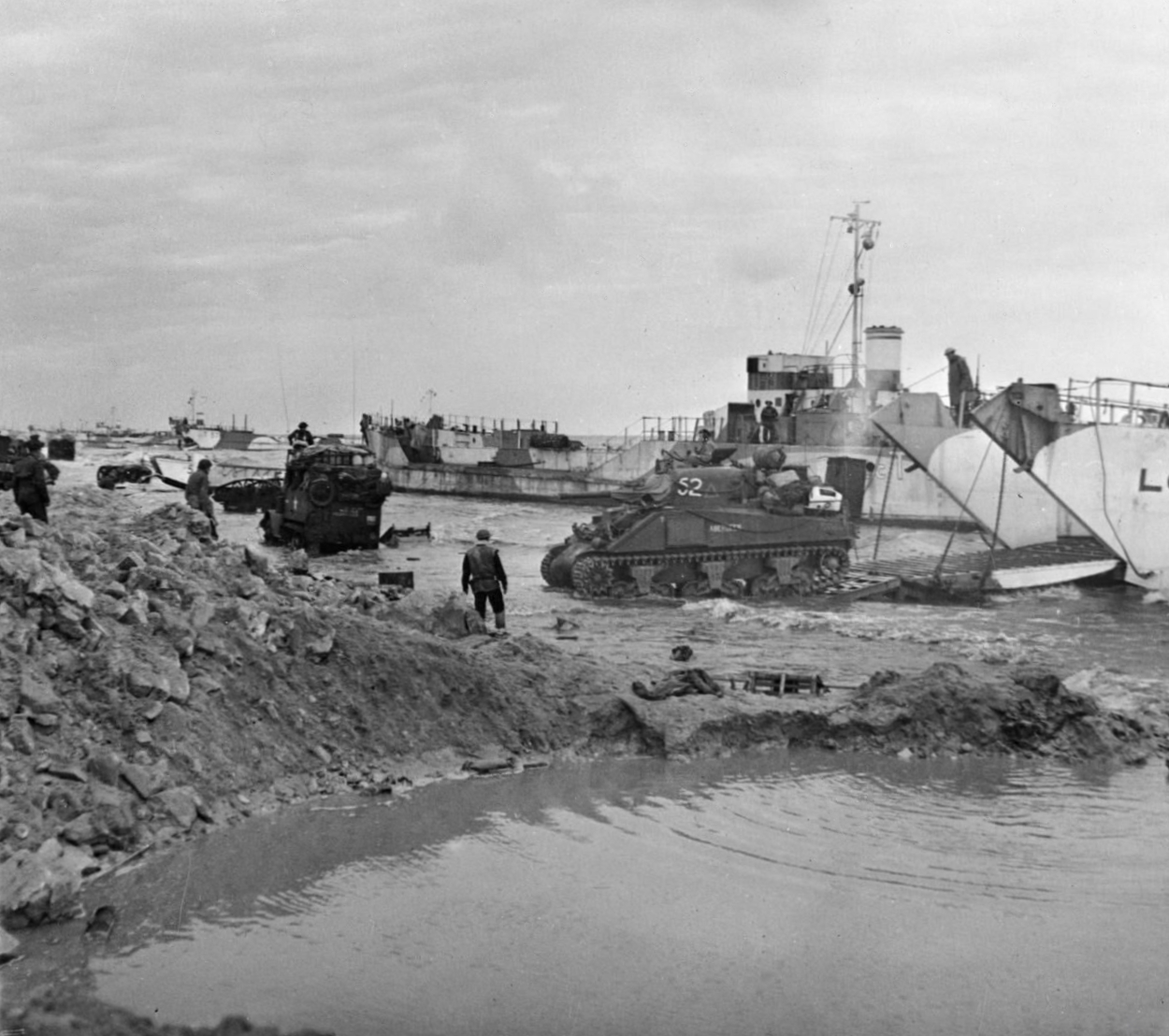
1944年6月7日のゴールド・ビーチ

ゴールド・ビーチでは、強風のため上陸用舟艇にとって困難な状況となり、DD戦車は陸から離れて発進する予定であったが止め、海岸に接近もしくは直接上陸した。ル・アメル（Le Hamel）の陣地への航空攻撃は失敗し、その75ミリ砲は16:00まで被害を与え続けた。西部ではハンプシャー連隊第1大隊がアロマンシェ（後にマルベリーBが設置される）を占領し、東部ではジュノーのカナダ軍と連絡した。
ジュノー・ビーチの歩兵の上陸は荒い海のために遅れ、下船の間に大損害を受けながら、支援する戦車より先に到着した。艦砲射撃はほとんどがドイツ軍の防御陣地を外した。これらの困難に拘らず、カナダ軍は速やかにビーチの敵を一掃し内陸の村への進路を2本作った。ベニー＝シュル＝メールの占領の遅れはビーチの渋滞をもたらしたが、日暮れまでには接続したジュノーとゴールドの海岸堡は幅19 km 奥行き10 km の地域を確保した。ジュノーの損害は961人であった。
ソード・ビーチでは、25両のDD戦車のうち21両が無事に上陸し、7:30に下船を開始した歩兵を援護した。彼らは速やかにビーチを掃討し、戦車のために数本の進路を開拓した。風の影響で波は予想より速く、装甲車両の操縦は困難であった。キングズ・シュロップシャー軽歩兵連隊第2大隊は徒歩でカーンの数キロ以内まで前進したが、戦車の支援がなく退却を余儀なくされた。16:00にドイツ第21装甲師団がソードとジュノーの間で反撃を開始し、もう少しで海岸に到達するところであった。しかし同師団はイギリス第3歩兵師団の強固な抵抗に遭い、間もなくカーンとバイユーの間の地域を支援するために呼び戻された。

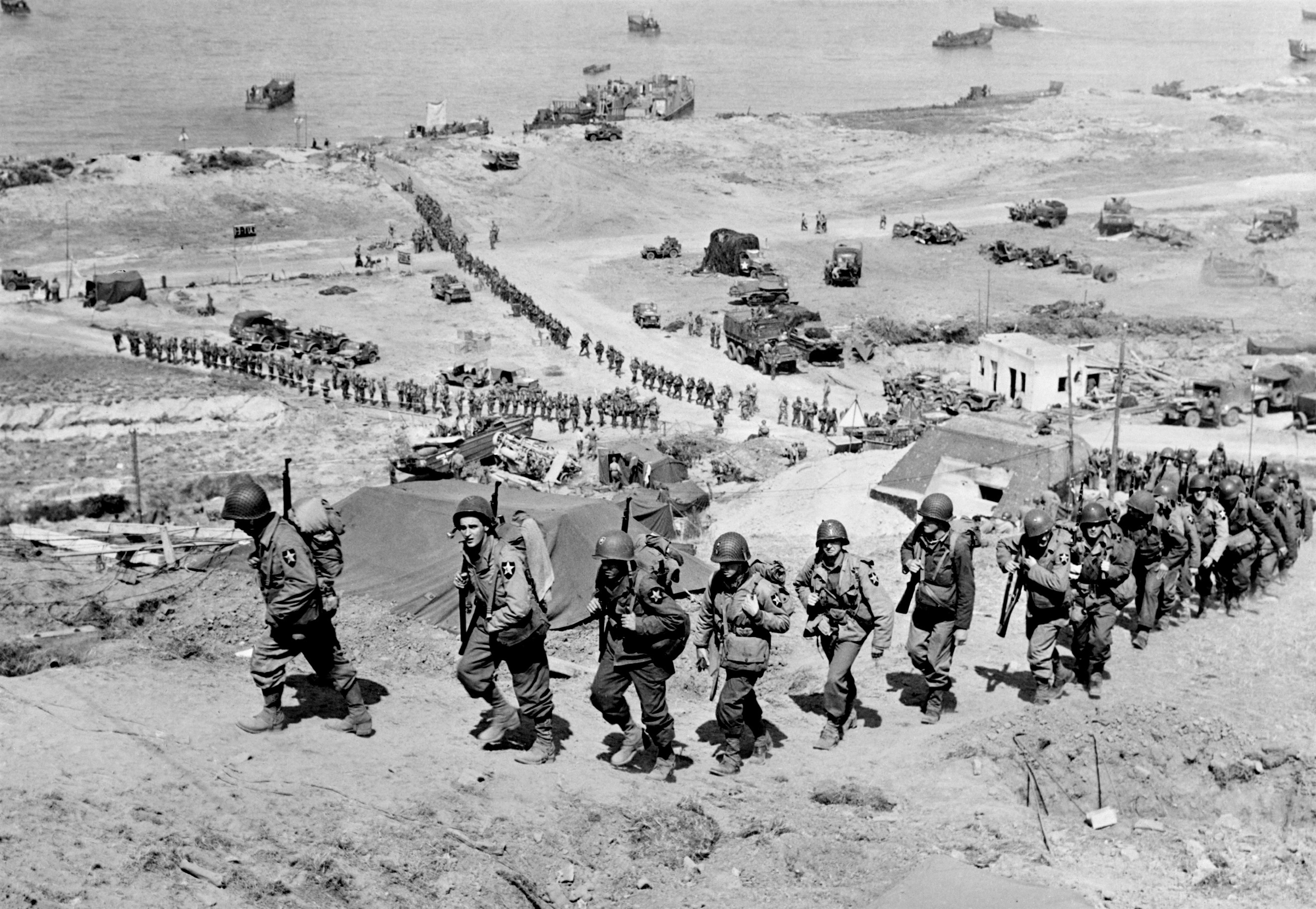
オマハビーチの増強：サン＝ローラン＝シュル＝メールに向けて前進するアメリカ軍第2歩兵師団の兵士と装備。1944年6月7日。

マルベリー港の最初の部品はD+1日目に運ばれ、6月中旬には使用可能となった。一つはイギリス軍がアロマンシェに、もう一つはアメリカ軍がオマハに建設した。6月19日の激しい嵐は補給の荷揚げを中断させ、オマハのマルベリー港を破壊した。修理されたアロマンシェのマルベリー港は1日当たり約6千トンの軍需品を荷揚げすることができ、続く10か月間使用された。シェルブール港が掃海され7月16日に使用可能になるまで、ほとんどの積荷はビーチに運ばれた。
連合軍の初日の損害は少なくとも1万人に達し、4,414人の死亡が確認された。ドイツ軍は1,000人を失った。連合軍の侵攻計画では、初日にカランラン、サン＝ロー、カーン、バイユーを占領し、ユタを除くすべてのビーチを海岸から10から16キロメートルの戦線で繋ぐことが求められていた。しかしこれらの目標は一つも達成できなかった。5個所の海岸堡は、連合軍がだいたい幅97キロメートル、奥行き24キロメートルの戦線を確保した6月12日に繋がれた。主要目標の一つであるカーンは、Dデイの終わりにはまだドイツ軍の手中にあり、7月21日まで完全に占領されなかった。6月6日に、約16万人の兵士がイギリス海峡を渡り、8月末までにフランス国内の連合軍兵士は200万人を超えた。

### シェルブール
西部戦区において、アメリカ軍はコタンタン半島、中でも水深が深いシェルブール港を占領することが求められた。ユタとオマハの内陸の地形は、両側に窪みを持つ高さ0.91から1.2 m の土堤にとげのある生け垣が立つボカージュが特徴であった。多くの地域が射撃壕と機関銃陣地でさらに守られていた。そしてほとんどの道路は戦車が通行するには狭すぎた。ドイツ軍はユタの奥の土地を海岸から3.2 km まで海水で水浸しにした。コタンタン半島のドイツ軍には、第91歩兵師団と、第243および第709歩兵師団の定置歩兵師団がいた。D+3日目までに、連合軍の指揮官はシェルブールを早期に占領できないと認識し、さらなる増援が送り込まれるのを防ぐためコタンタン半島を分断することとした。これに未熟練の第90歩兵師団が失敗した後、第7軍団長のジョーゼフ・ロートン・コリンズ中将は、ベテランの第9歩兵師団を投入した。第9歩兵師団は6月17日にコタンタン半島西岸に達し、シェルブールを孤立させた。第9歩兵師団に第4歩兵師団と第79歩兵師団が加わり、6月19日からの激しい戦闘の末、コタンタン半島を支配下に置き、シェルブールは6月26日に陥落した。このときまでにドイツ軍は港湾施設を破壊しており、シェルブール港の完全回復には9月までかかった。

### カーン

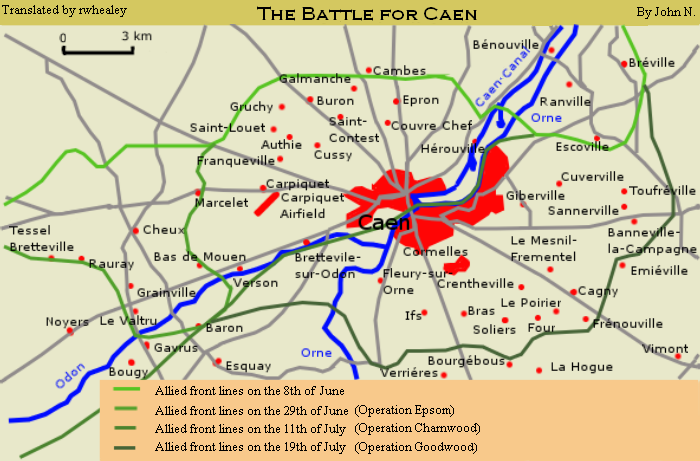
カーンの戦いの地図

カーン地区における、ドイツ第21装甲師団や第12SS装甲師団「ヒトラーユーゲント」などとの戦闘は、すぐに膠着状態となった。パーチ作戦で、イギリス第30軍団はモン・パンソンに向けて南への進撃を目論んだが、すぐに直接的なアプローチを取りやめ、カーンを翼包囲することにした。第30軍団は、第7機甲師団がティリー＝シュル＝スールからヴィレル＝ボカージュへ迂回移動し、一方第1軍団が東方からカーンを抜こうとした。第1軍団の攻撃はすぐに頓挫し、第30軍団はヴィレル＝ボカージュを簡単に占領した。イギリス軍の先行部隊は待ち伏せを受け、ヴィレル・ボカージュの戦いとボックスの戦い（Battle of the Box）が終日行われた。イギリス軍はティリー＝シュル＝スールへ退却を余儀なくされた。6月17日から23日の嵐による遅れの後、6月26日に、第8軍団が迂回してカーンを南西から攻撃し、オドン川の南に橋頭堡を作ろうとする、エプソム作戦が開始された。本作戦ではカーンの占領は失敗したものの、使用可能な装甲部隊を全て作戦に投入したドイツ軍は戦車に大損害を受けた。ドイツ軍では、ルントシュテットは戦争はもはや負けだと述べた後、7月1日に更迭され、ギュンター・フォン・クルーゲ元帥が後任となった。連合軍はカーン北部を7月7日夜に爆撃し、7月8-9日のチャーンウッド作戦でオルヌ川の北側を占領した。7月18-21日のアトランティック作戦とグッドウッド作戦でカーンの残りと南の高地を占領したが、その時までにカーンはほとんど破壊された。7月20日にはヒトラー暗殺計画が実行されたが、失敗に終わっている。

### 海岸堡からの突破
南はサン＝ローまでコタンタン半島を確保した後、アメリカ第1軍は7月25日にコブラ作戦を開始し、8月1日までにアヴランシュを越えて南へ進撃した。イギリス軍は、ヴィールとモン・パンソンの高地を確保するため、7月30日にブルーコート作戦を開始した。ジョージ・パットン中将のアメリカ第3軍が8月1日に行動を開始し、アメリカ第1軍がル・マン方面に東へ圧力をかけ続けるとともに側面を守る間に、ブルターニュ地方の大半と南はロワール川までの地域を素早く奪取した。8月3日までに、パットンとアメリカ第3軍はブルターニュに小部隊を残して、カーン南方に集結するドイツ軍に向け東へ転進した。クルーゲが反対したにもかかわらず、ヒトラーは8月4日にヴィールからアヴランシュに向け反撃するリュティヒ作戦を命令した。
カナダ第2軍団が8月8日、トータライズ作戦でカーンからファレーズに向け南へ攻撃すると、ブラッドレーとモントゴメリーはドイツ軍の大部隊をファレーズに包囲する可能性があることを認識した。アメリカ第3軍は南から包囲を続け、8月11日にはアランソンに到達した。ヒトラーは8月14日まで反撃を主張し続けていたが、クルーゲとその幕僚は東への撤退を計画し始めた。ドイツ軍は、主要な決定は全て自分が行うというヒトラーの主張に酷く妨害されており、情報がバイエルンのオーバーザルツベルクにあるヒトラーの別荘との間を行き来する間、24時間ほど命令がない状態に置かれた。8月12日夜、パットンはブラッドレーに北東へ進撃を続け間隙を閉ざしドイツ軍を包囲するか尋ねた。モントゴメリーがすでにカナダ第1軍に北から攻撃することを命じていたため、ブラッドレーは反対した。カナダ軍は激しい抵抗にあったが8月16日にファレーズを占領。間隙は8月21日に閉ざされ、ドイツ軍5万人が包囲されたが、ドイツ第7軍の1/3超と11個装甲師団のうち9個師団の残兵が東へ脱出した。ファレーズ・ギャップに関するモントゴメリーの決定は、その時アメリカ軍の指揮官たち、特にパットンから批判された。しかしブラッドレーは同調し、パットンが間隙を塞ぐことはできないと信じていた。これは歴史家の間で多くの論争となっており、アメリカ・イギリス・カナダ軍が批判対象となった。ヒトラーは8月15日にクルーゲを解任し、後任にヴァルター・モーデル元帥を当てた。クルーゲは、7月20日事件への関与にヒトラーが認識するようになると、8月19日に自殺した。連合軍は8月15日に、南フランスへ侵攻するドラグーン作戦を開始した。

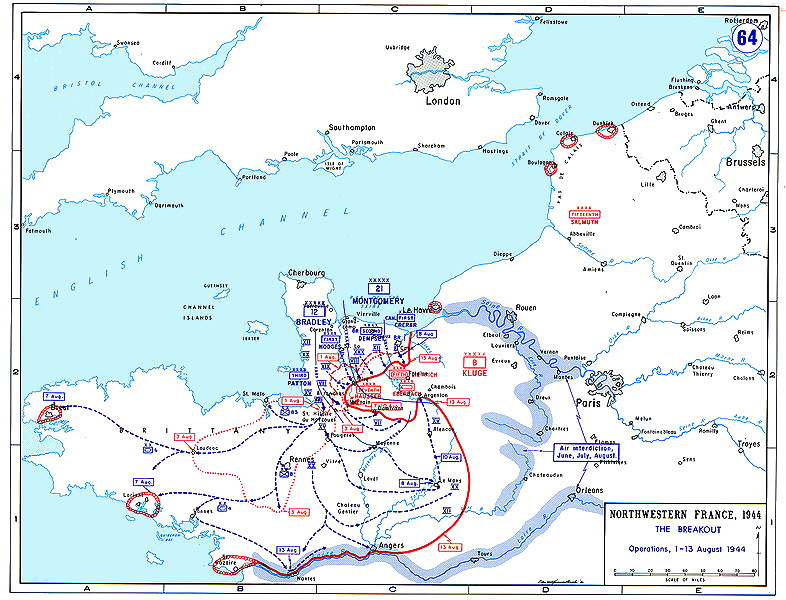
1944年8月の、ノルマンディー海岸堡からの突破とファレーズ・ポケット形成までの地図

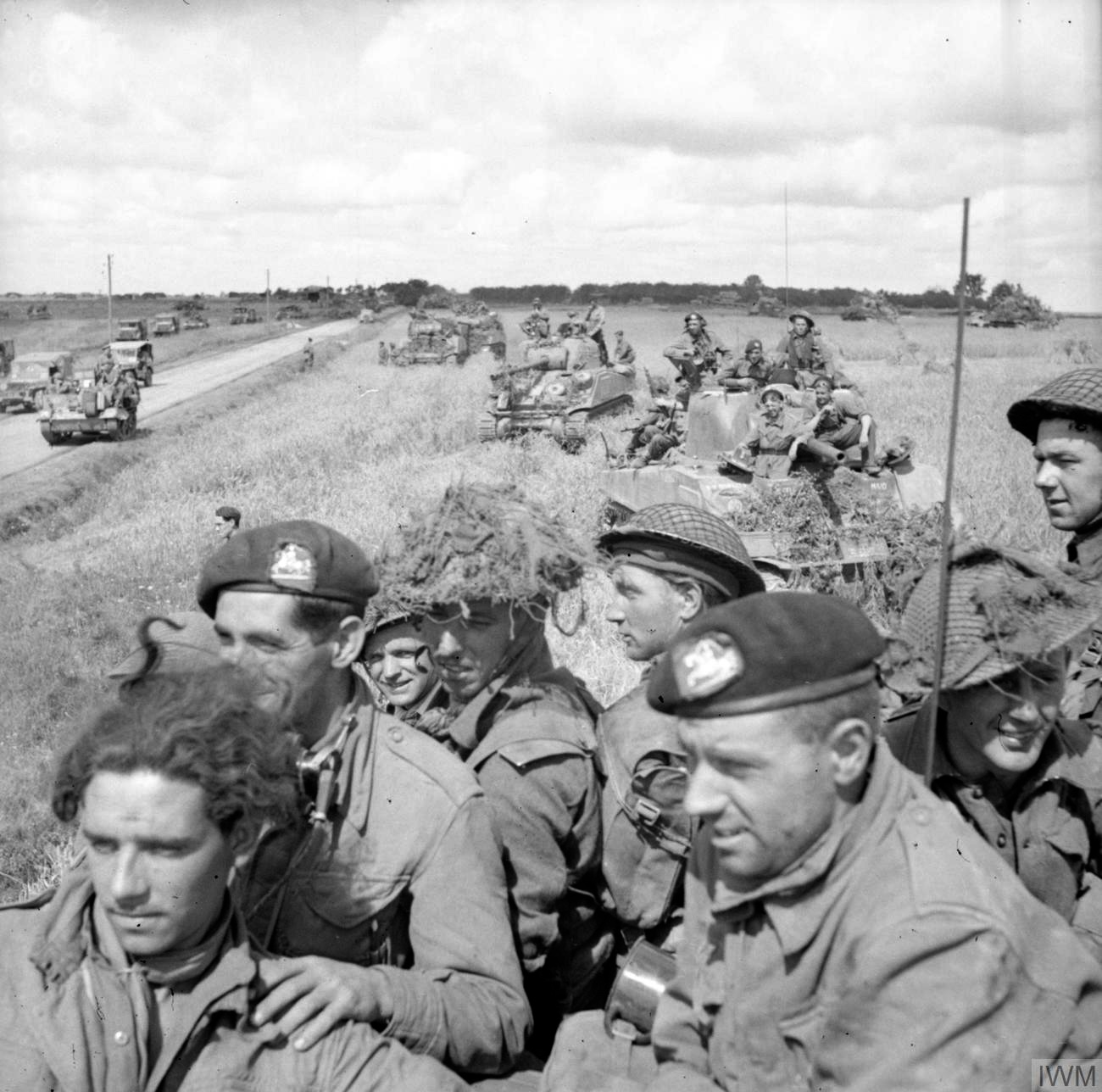
シャーマン戦車の上で前進命令を待つイギリス軍兵士。1944年8月21日、アルジャンタン近郊。

8月19日、パリのフランス人レジスタンスが蜂起した。アイゼンハワーは当初パリを迂回して他の敵を追撃することを望んだが、市民が飢餓になりつつあり、かつヒトラーがパリを破壊すると表明したという報告が集まり、ド・ゴールは速やかにパリを奪回することを主張した。アメリカ第4機甲師団が南から圧力をかける間、フィリップ・ルクレール将軍率いるフランス第2機甲師団が8月24日に西からパリに到達した。散発的な戦闘が夜通し続き、8月25日朝までにパリは解放された。
イギリス・カナダ戦区の作戦は8月末まで続いた。8月25日、エルブフへ向け戦っていたアメリカ第2機甲師団がイギリスとカナダの機甲師団と接触した。8月27日朝、カナダ第2歩兵師団がフォレ・デ・ラ・ロンドに前進した。そこは強固に守られており、防御に適した地形でドイツ軍が遅滞戦闘を行ったため、カナダ第4および第6旅団は3日間で多くの損害を被った。ドイツ軍は8月29日に後退し、翌日セーヌ川を越えて撤退した。8月30日昼、カナダ第3歩兵師団がエルブフ近郊でセーヌ川を渡河し、ルーアンに入り歓喜で迎えられた。

## その後
アイゼンハワーは9月1日、連合軍の全陸上部隊の指揮官となった。そしてドイツ軍の反撃とフランスに届く物資の制約への懸念から、狭い正面の一撃ではなく幅広い正面で作戦を継続することを決定した。ノルマンディーに上陸した部隊はジークフリート線への進撃の過程で、9月12日、南フランスの連合軍と合流した。9月17日、モントゴメリーは、英米の空挺部隊でオランダ国内の橋を確保し陸上部隊がライン川を渡りドイツへ進撃するマーケット・ガーデン作戦を開始したが失敗した。連合軍の進撃はドイツ軍の抵抗と補給不足（特に燃料）のため遅くなった。12月16日、ドイツ軍はバルジの戦いと呼ばれることになる、西部戦線最後の大攻勢であるアルデンヌ攻勢を開始した。1945年1月12日には、ソ連軍がヴィスワ＝オーデル攻勢を開始した。4月16日、ベルリンの戦いが始まる。4月30日、ソ連軍がベルリンの総統地下壕に近づくとヒトラーは自殺し、5月7日にドイツは降伏した。

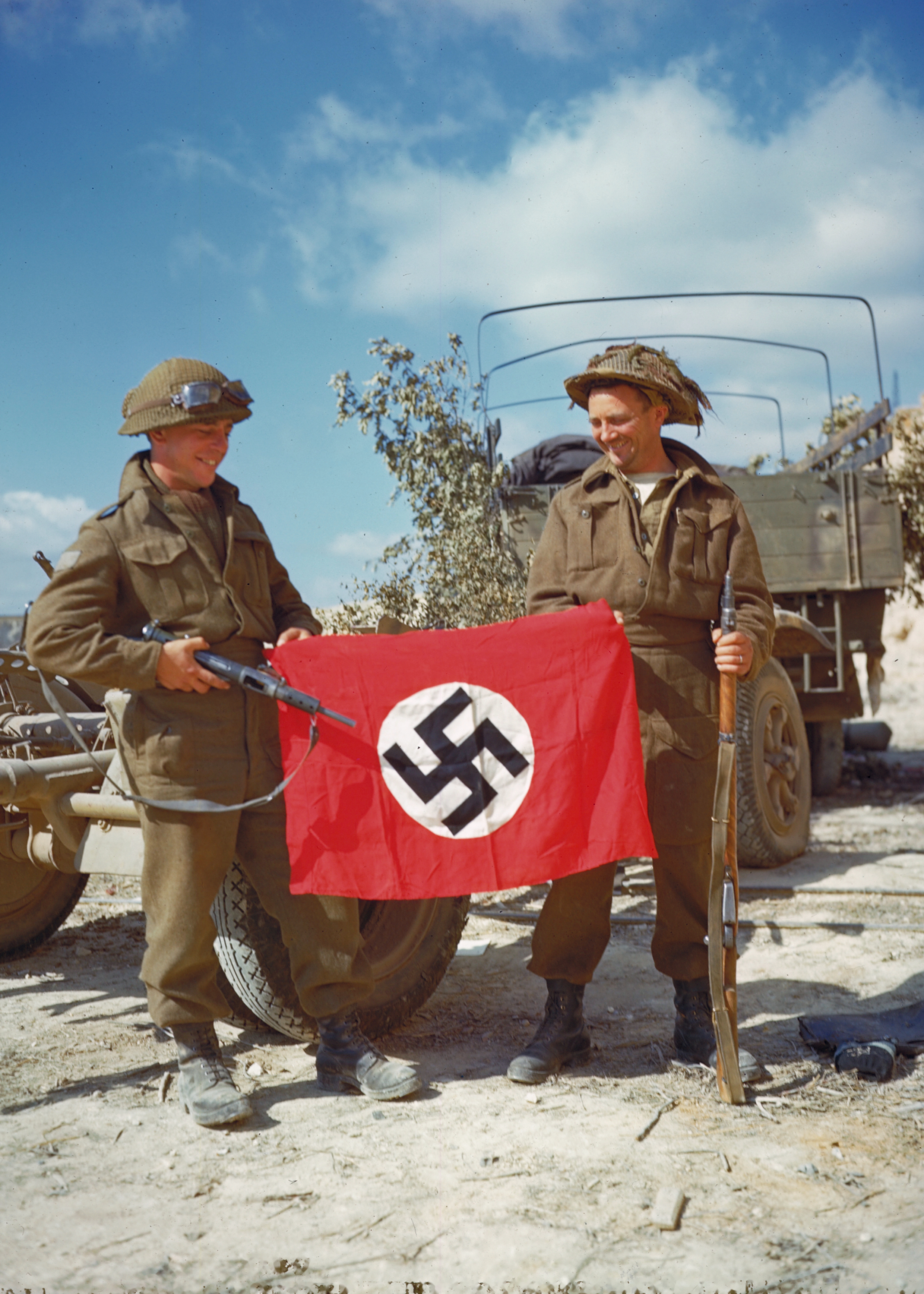
捕獲したドイツの国旗を持つカナダ軍の兵士

ノルマンディー上陸作戦は史上最大の海上侵攻作戦であり、上陸作戦に約5,000隻、護衛艦艇289隻、掃海艇277隻が投入された。連合軍は、ソ連軍の進撃を遅らせるおそれがある大部隊を東部戦線から引きはがすことで、ヨーロッパにおける戦争を早く終わらせようとした。西ヨーロッパに新たな戦線ができることは、第一次世界大戦での二正面作戦の再現を恐れるドイツ軍にとって、巨大な物理的一撃であった。また、ノルマンディー上陸は、何人かの歴史家が冷戦の開始と考える、ソ連と西側諸国との「ヨーロッパでの競争」の開始を告げた。
ノルマンディーの勝利はいくつもの要因から生まれた。大西洋の壁沿いのドイツ軍の準備は部分的にしか完成していなかった。Dデイの少し前の時点で、ロンメルはいくつかの地域で資源が他に転用されたため、建設が18パーセントしか完成していないと報告している。フォーティテュード作戦で行われた欺瞞工作は成功し、ドイツ軍は広範囲に伸びた海岸線の守備を余儀なくされた。連合軍が航空優勢を獲得・維持したことで、ドイツ軍はイギリスで進む作戦準備の観測や、爆撃機による妨害を行うことができなかった。フランス国内の輸送施設は連合軍の爆撃とフランス人レジスタンスにより酷く破壊され、ドイツ軍が増援や物資を輸送するのを困難にした。弾幕砲撃の多くは目標を外したり打撃を与えるほどには集中していなかったが、特殊戦車がオマハを除いて活躍し、海岸に上陸すると近接支援砲撃を行った。決断力に欠け、かつ非常に複雑なドイツ軍上層部の指揮系統もまた、連合軍の勝利の一要因となった。

## 損害

### 連合軍

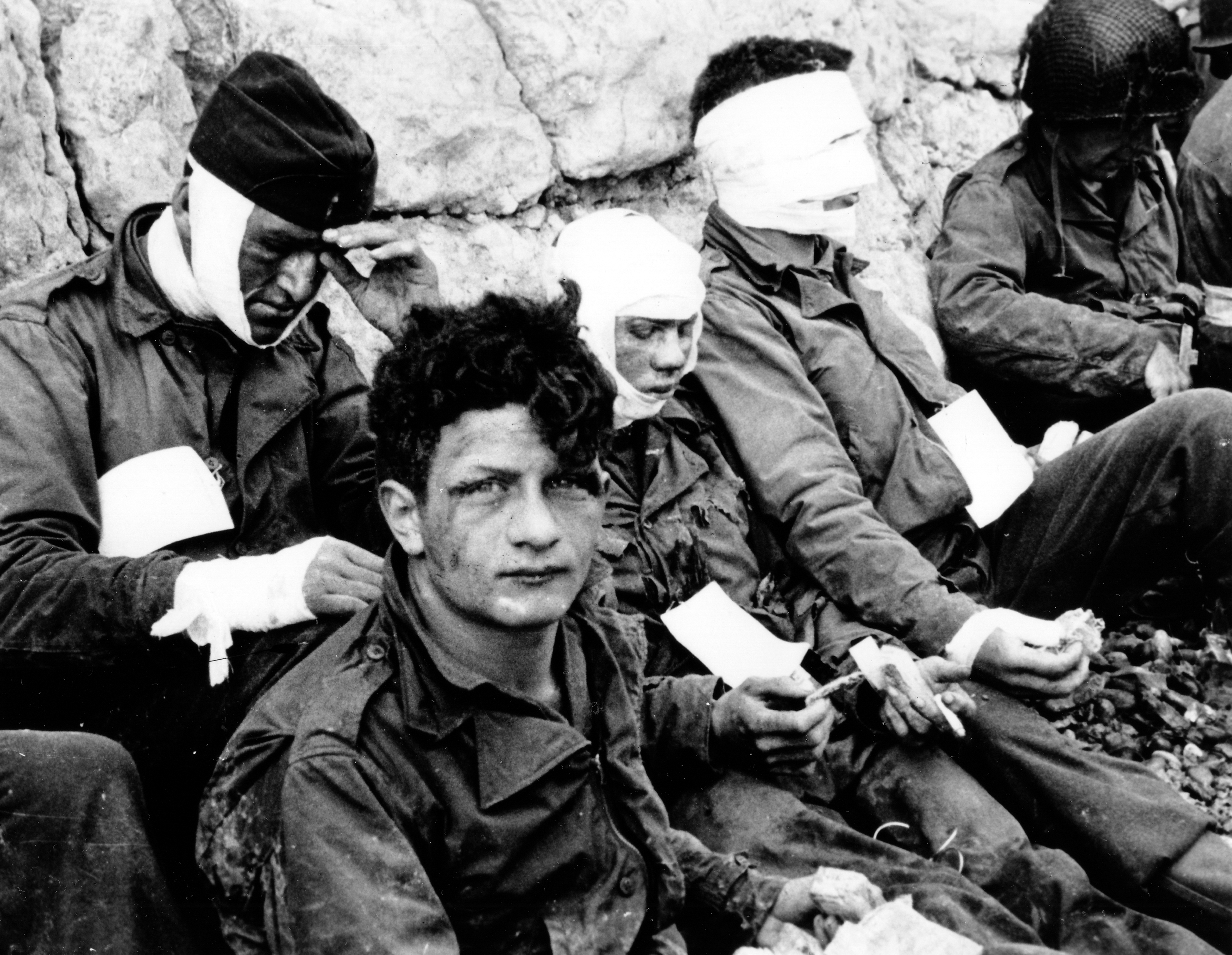
オマハ上陸で負傷したアメリカ軍兵士

Dデイから8月21日までに連合軍は北フランスに将兵2,052,299人が上陸した。ノルマンディー戦役の損害は両軍ともに大きいものであった。6月6日から8月末までにアメリカ軍は124,394人の損害を負い、うち20,668人が戦死した。カナダ第1軍とイギリス第2軍の損害は83,045人、うち戦死15,995人、負傷57,996人、行方不明9,054人であった。カナダ軍だけでは損害18,444人、うち戦死5,021人であった。空軍は侵攻支援のため絶え間なく480,317回の出撃を行い、飛行機4,101機、航空兵16,714人を失った（うちアメリカ空軍8,536人、イギリス空軍指揮下の部隊8,178人）。自由フランス軍の特殊空挺部隊は77人が戦死、197人が負傷・行方不明となった。戦車の損害は約4,000両と推計され、アメリカ軍、イギリス・カナダ両軍の割合は半々であった。戦役における損害合計は歴史家の間でわずかに異なり、最も少ないもので計225,606人、最も多いもので226,386人である。

### ドイツ軍

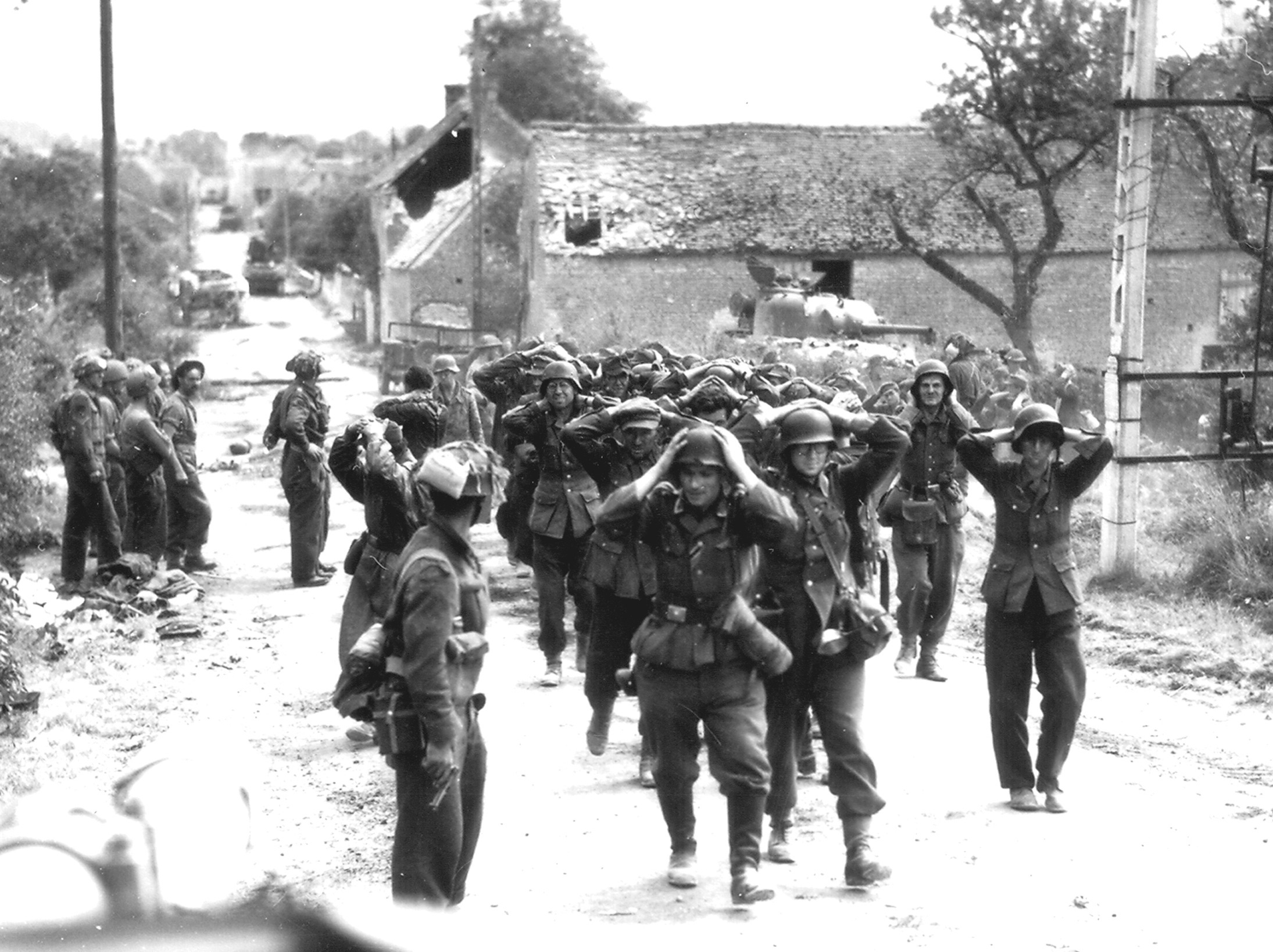
サン＝ランベール＝シュル＝ディーヴにおけるドイツ軍の降伏。1944年8月21日。

フランスにいたドイツ軍は、Dデイから南フランスでのドラグーン作戦直前の8月14日までに158,930人の損害を受けたと報告している。ファレーズ・ポケットの戦闘では5万人が失われ、うち1万人が戦死、4万人が捕虜となった。ドイツ軍の損害は資料によって異なる。ドイツ軍の記録を調査したニクラス・ゼッターリング（Niklas Zetterling）は、ノルマンディーとドラグーン作戦でドイツ軍が被った損害を計29万人とみている。40万人（戦死・負傷20万人、捕虜20万人超）、50万人（戦死・負傷29万人、捕虜21万人）、計53万人と、より多い数字を見積もっているものもある。
ノルマンディーにおけるドイツ軍戦車の正確な損害は不明である。戦車と突撃砲合わせ約2,300両が戦闘に投入されたが、戦役終了時にセーヌ川を渡ったのは100から120両のみであった。ドイツ軍がDデイから7月31日までに破壊された戦車は481両と報告していた一方、第21軍集団の第2オペレーションズ・リサーチ部門が行った調査では連合軍は6-7月に戦車約550両を破壊し、8月にさらに500両を、飛行機により破壊した100両を含め合計1,050両を破壊した。ドイツ空軍は2,127機を失った。ノルマンディー戦役終了までに、55個師団（42個歩兵師団、13個装甲師団）が無力化され、うち7個師団が解体した。9月時点で西方総軍の戦力を有する部隊は、13個歩兵師団、3個装甲師団、2個装甲旅団のみであった。

### フランスの住民と歴史的建造物
ノルマンディーが解放される間に、13,632人から19,890人のフランス人住民が死亡し、より多くの住民が重傷を負った。戦役中の死亡者に加えて、11,000人から19,000人が侵攻前の爆撃で死亡したと推計されている。戦争全体を通してフランスの住民計7万人が死亡した。地雷や不発弾は、戦役終了後もノルマンディーの住民に被害を与え続けた。

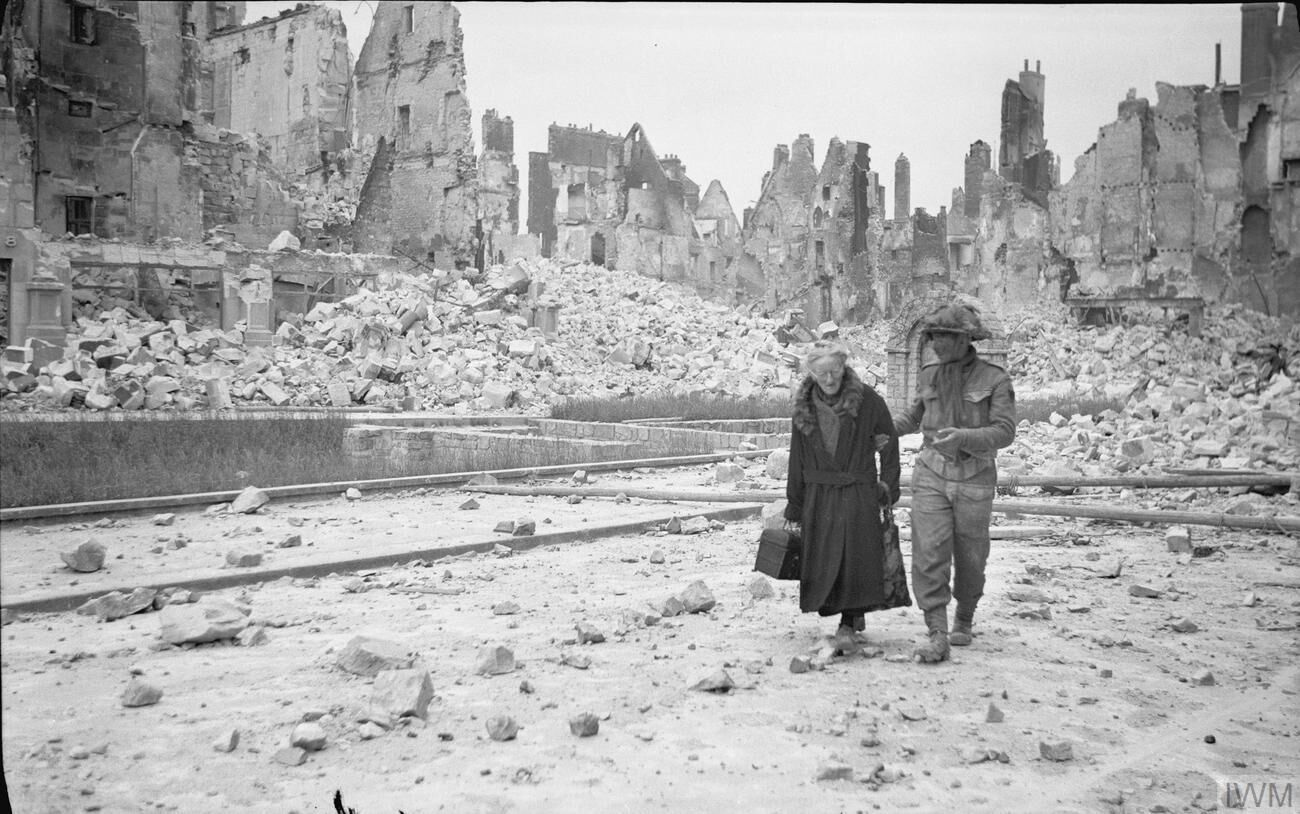
カーンで老婦人を護衛するイギリス兵。1944年7月。

侵攻に先立ち、SHAEFはフランスの歴史遺産の破壊を限定する必要性を強調する命令（後に武力紛争の際の文化財の保護に関する条約第一議定書の基となる）を発した。遺跡に関する公式民事リスト（Official Civil Affairs Lists of Monuments）に記されたこれらの場所は、上位司令部から許可がない限り部隊が使用することはできなかった。それでも至る所で、教会の尖塔や石造りの建物がドイツ軍が使用するのを防ぐために損傷を与えられたり破壊されたりした。再建する作業者が道路修理のために重要な廃墟から瓦礫を使用するのを防いだり、芸術品を探すのを防ぐ努力がなされた。バイユーのタペストリーや他の文化財は戦争開始時からル・マン近郊のスルシェ城に保管され、無傷であった。ドイツ軍もまた保護する建物のリストを作成していたが、その目的は良好な状態に保ちドイツ軍の宿舎とするためであった。
ノルマンディーの多くの都市と町が戦闘や爆撃により完全に破壊された。カーンの戦いの終了時には、6万人を超える住民に対し居住可能な住居は8,000しか残っていなかった。カーンにあった18の教会は、66のモニュメントとともに、4つが大被害を受け、5つが破壊された。ノルマンディー海岸堡があったカルヴァドス県では、住民76,000人が家を失った。カーンでは戦前210人いたユダヤ人のうち、戦争を生き抜いた者は1人のみであった。
略奪は全ての陣営－退却するドイツ軍、侵攻する連合軍（例を挙げると、イギリス軍はカーンの骨董品博物館やバイユー近郊のオドゥリュー城を略奪した）、フランスの地元住民－が参加した関心事であった。
略奪は連合軍では絶対に許されず、犯人は処罰された。一方で、現地での米兵の規律は十分に保たれていたとは言えず、地元には「ドイツ人を見て隠れるのは男たちだったが、米兵の場合は女たちを隠さねばならなかった」という話が伝わっているという。特にル・アーブルやシェルブールでは米兵らは手当たり次第に現地女性と性行為に及び、「セックスをしている男女を見かけずに街を歩くことは不可能」なほどで、レイプも多数報告されている。外国で戦う兵士たちへ向けて『ライフ』などの米誌がフランスを「快楽主義者4000万人が住む巨大な売春宿」呼ばわりし、米軍機関紙「星条旗新聞」がフランス女性を口説くためのフランス語フレーズを連載するなどのプロパガンダが行われていたこともこの背景にあった。

## 戦争記念施設と観光

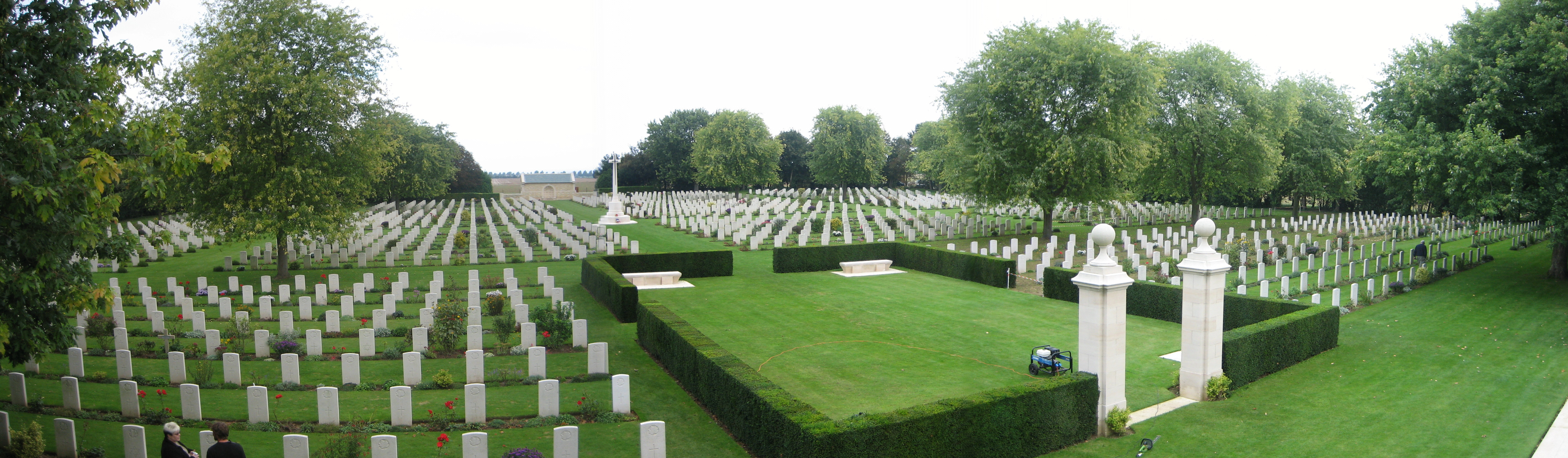
ベニー＝シュル＝メール・カナダ軍墓地

ノルマンディーのビーチは今でも侵攻時のコードネームで知られている。主要な場所には銘板や記念施設、小さな博物館があり、ガイドブックや地図が手に入る。ドイツ軍の堡塁のいくつかは今も保存されている。特にオック岬は1944年からほとんど変わっていない。マルベリーBの残骸は今もアロマンシェの沖合にある。数か所の大規模な墓地では、ノルマンディー戦役で戦死した連合軍およびドイツ軍の兵士が眠っている。